# Gérard Courant
Gérard Courant (Lione, 4 dicembre 1951) è un regista, attore e scrittore francese.
Figlio dello scrittore e storico René Courant, Gérard è uno dei registi, oltre che poeta e produttore indipendente, più prolifici del mondo cinematografico. Ha inventato, realizzato e prodotto il Cinématon, il film più lungo della storia del cinema (durata 212 ore). A partire dagli anni settanta ha girato più di 7000 film-ritratto ed ha realizzato una lunga serie di altri progetti cinematografici.

## Biografia
Courant lascia Lione molto giovane per trasferirsi a Valence, in seguito a Saint-Marcellin e poi a Digione, tre città alle quali consacra numerosi film (À travers l'univers, L'Impossible retour, Saint-Marcellin vu par Gérard Courant, Burgundia, Promenade dans les lieux de mon enfance dijonnaise). Negli anni '70, durante i suoi studi di legge a Digione, dirige il cine-club universitario, lasciando ampio spazio al cinema d'avanguardia (Jonas Mekas, Andy Warhol, Maya Deren, Stan Brakhage, Jean Genet, Gregory Markopoulos, etc.) e al cinema indipendente e impegnato (Philippe Garrel, Marguerite Duras, Werner Schroeter, Chantal Akerman, Luc Moullet, etc.). Nel 1975 si stabilisce a Parigi e partecipa ai lavori del Collectif Jeune Cinéma. Svolge anche l'attività di critico cinematografico (in particolare in Cinéma 77-82 e Art Press) dove sostiene il cinema libero e indipendente. Grazie all'aiuto del regista sperimentale Patrice Kirchhofer, realizza nel 1976 il suo primo cortometraggio Marilyn, Guy Lux et les nonnes, successivamente nel 1977 il suo primo lungometraggio sperimentale e concettuale, Urgent ou à quoi bon exécuter des projets puisque le projet est en lui-même une jouissance suffisante, che riceve il premio speciale della giuria del Festival dei giovani autori di Belfort.
Courant gira in seguito numerosi lungometraggi contemplativi ( Aditya), lirici (Coeur bleu, Je meurs de soif, j'étouffe, je ne puis crier…), musicali (Vivre est une solution), ipnotici (La Neige tremblait sur les arbres), ripetitivi (She's a very nice lady) e minimalisti (Amours décolorées), che mettono spesso in scena delle donne stars de l'underground. Ha realizzato anche dei lungometraggi fatti solo di immagini fisse (Les Aventures d'Eddie Turley), di immagini in negativo (Les Aventures d'Eddie Turley II) e dei remake(À propos de la Grèce). Ha girato L'Ascension de Notre-Dame de la Garde con solo un piano sequenza della durata di un'ora e 24 Passions distribuito su 24 anni. Si trasforma in ciclista in Chambéry-Les Arcs, une vélographie de Gérard Courant e in Inventaire filmé des rues de la Croix-Rousse à Lyon , fissando su pellicola le 196 strade del quartiere della sua nascita.
Il 7 febbraio 1978 intraprende la sua antologia cinematografica, il Cinématon, che consiste nel filmare delle personalità artistiche le quali devono tutte sottostare alle stesse norme di rappresentazione: primo piano fisso e muto di una durata di 3 minuti e 20 secondi (la durata di una bobina in Super 8), durante i quali sono liberi di fare quello che vogliono di fronte alla cinepresa. Jean-Luc Godard, Wim Wenders, Félix Guattari, Joseph Losey, Horst Tappert, Nagisa Ōshima, Ken Loach, Henri Laborit, Roberto Benigni, Samuel Fuller, Jean-François Lyotard, Philippe Sollers, Sergueï Paradjanov, Ben Vautier e Max Gallo fanno parte delle 3170 personalità che, fino ad oggi, si sono prestate a questo gioco cinematografico. L'insieme dura 212 ore e il film è senza soluzione di continuità. Ci sono state più retrospettive integrali, a Parigi (Centro Georges Pompidou, Cinémathèque française), New York, Toronto, Montréal, Amburgo. Jean-Paul Aron disse che i Cinématon sono “ un'esperienza molto più utile e sincera di tutti i film della Nouvelle Vague” (Cinématon edizione Henri Veyrier) e Arrabal fa la sua profezia “ quando il cinema sparirà i Cinématons continueranno a vivere ” (Cinématons, edizione Veyrier). Michel Foucault vede in questa antologia un forte legame tra chi riprende e chi è ripreso, tra di loro c'è “ un patto di sofferenza- piacere” (Cinematon édition Veyrier). Philippe Sollers afferma: « Courant est un moraliste » (Cinématon, éditions Veyrier). Il Cinématon ha generato una quindicina di altre serie cinematografiche, anche queste work in progress: Portrait de groupe, Couple, Cinéma, Lire, De ma chambre d'hôtel, ecc. Per lo scrittore Dominique Noguez “ Gerard Courant ha filmato il mondo in modo seriale” (dizionario Larousse del cinema).
Contemporaneamente a questi lavori Gérard Courant gira, fin dal suo debutto, quelli che chiama dei Carnets filmés che sono a mezza strada tra il cine-giornale (come lo praticano David Perlov, Alain Cavalier, Jonas Mekas, Joseph Morder e Boris Lehman) e delle bozze o studi pittorici. Questi Carnets filmés (letteralmente quaderni filmati) sono degli archivi cinematografici che raggruppano bozze, reportages, film incompiuti. Esistono 50 parti filmate in Super 8 e 413 in video o con il cellulare. Nel 2023 l'insieme di questi film dura 539 ore. Come ha scritto lo storico Jean Tulard «è una miniera inesauribile per gli storici » (guida dei film, edizione Robert Laffont).
Tra finzione e documentario, saggio e giornale, cinema seriale e sperimentale, Gérard Courant esplora tutte le possibilità offerte dal cinema. Per Raphaël Bassan “Courant è uno dei discendenti più puri dei fratelli Lumière” (Encyclopædia Universalis) e per Cahiers du cinéma, visto l'importante numero di film che ha realizzato, “ INA (l'istituto nazionale dell'audiovisivo) è lui stesso” (Cahiers du cinéma, n°573). In effetti in un terzo di secolo Courant ha girato circa 7300 film-ritratto e quasi 1300 film di cui il più corto ha una durata di 1 minuto e il più lungo 212 ore. La durata totale dell'insieme dei suoi film è di 1010 ore.

## Filmografia da regista
- 1967: Un lycéen à Neufmoutiers-en-Brie. 4 minuti.
- 1970: Critérium du Dauphiné libéré 1970 (1ère étape). 3 minuti.
- 1970: Vent-pire. 4 minuti.
- 1970: Autour de Vent-pire. 1 minuti.
- 1970: Corps-Selle. 3 minuti.
- 1970: Ave, Patrick Topaloff. 1 minuto.
- 1970: (Daniel) Petit LU. 1 minuto.
- 1970: Le Fantôme des Arcades. 1 minuto.
- 1970: Rêveries d’un escaladeur solitaire. 1 minuto.
- 1972: Tour de France 1972 (13e et 14e étape). 4 minuti.
- 1972: Artémis. 4 minuti.
- 1974: Ombres de silence. 3 minuti.
- 1975: Philippe Garrel à Digne (Premier voyage) (Carnet filmé: 2 maggio 1975). 1 ora 43 minuti.
- 1976: Le Ciné-club universitaire de Dijon (Carnet filmé : 21 gennaio 1976). 35 minuti.
- 1976: Eugénie de Franval par Louis Skorecki (Carnet filmé : 14 agosto 1976). 59 minuti.
- 1976: Marilyn, Guy Lux et les nonnes. 10 minuti.
- 1977: MMMMM…. 3 minuti
- 1977: Antonin Artaud, correspondance avec Jacques Rivière. 50 minuti.
- 1977: Urgent ou à quoi bon exécuter des projets puisque le projet est en lui-même une jouissance suffisante. 1 ora 38 minuti. Premio speciale della giuria al Festival di Belfort 1977,
- 1977: Aurore collective. (Carnet filmé: 1º gennaio 1971 - 31 dicembre 1977). 30 minuti,
- 1977: Sha-Dada. 5 minuti.
- 1978: Cinématon (serie cinematografica in corso iniziata il 7 febbraio 1978) 3165 film-ritratto. 211 ore.
- 1978: Restez mince vivez jeune. 7 minuti.
- 1978: Rasage. 18 minuti.
- 1978: Travellings (serie cinematografica in corso iniziata nel 1978). 180 parti. 4 ore.
- 1978: Vivre à Naples et mourir (entretien avec Werner Schroeter) (Carnet filmé: 20 maggio 1978). 1 ora 25 minuti.
- 1978: L'Âge doré. 3 minuti.
- 1978: Le Cinématon invisible de Raymonde Carasco. 4 minuti.
- 1978: L'Oeil omnidirectionnel de Michael Snow (Carnet filmé : 13 dicembre 1978). 1 ora 22 minuti.
- 1978: Le Contrebandier des profondeurs. (Carnet filmé: 1º gennaio 1978 - 31 dicembre 1978). 40 minuti.
- 1979: Le Cinéma selon Luc Moullet (Carnet filmé : 29 gennaio 1979). 1 ora 1 minuto.
- 1979: La Seule façon de rendre la vie excitante est de regarder la mort en face. 3 minuti 30 secondi.
- 1979: De ma chambre d'hôtel. (serie cinematografica in corso iniziata nel 1979). 77 parti. 3 ore 30 minuti.
- 1979: Thé au bois. 3 minuti 30 secondi.
- 1979: Hérésie pour Magritte I. 3 minuti 30 secondi.
- 1979: Hérésie pour Magritte II. 3 minuti 30 secondi.
- 1979: Hérésie pour Magritte III. 3 minuti 30 secondi.
- 1979: Hérésie pour Magritte IV. 3 minuti 30 secondi.
- 1979: Hérésie pour Magritte V. 3 minuti 30 secondi.
- 1979: Hérésie pour Magritte VI. 3 minuti 30 secondi.
- 1979: Hérésie pour Magritte VII. 3 minuti 30 secondi.
- 1979: Hérésie pour Magritte VIII. 3 minuti 30 secondi.
- 1979: Ocana, der engel der in der qualt singt. 10 minuti.
- 1979: Philippe Garrel à Digne (Second voyage) (Carnet filmé: 28 aprile 1979). 56 minuti.
- 1979: Un sanglant symbole. 20 minuti.
- 1979: Shiva 5 minuti.
- 1979: Je meurs de soif, j'étouffe, je ne puis crier... 1 ora 5 minuti.
- 1979: Jardins clandestins (Carnet filmé: 1º gennaio 1979 - 31 dicembre 1979). 1 ora 23 minuti.
- 1979: Mes films commencent au moment où les autres se terminent (Conversation avec Teo Hernandez I) (Carnet filmé : 13 novembre 1979). 1 ora 23 minuti.
- 1980: Un cinéaste qui ne tient pas la caméra est comme un peintre qui ne tient pas le pinceau (Conversation avec Teo Hernandez II) (Carnet filmé : 25 gennaio 1980). 1 ora 11 minuti.
- 1980: Aditya. 1 ora 5 minuti.
- 1980: Il faut le sauver ! (Entretien avec Werner Schroeter) (Carnet filmé : 8 marzo). 59 minuti.
- 1980: Mon sang pécheur ruisselle ardent. 10 minuti.
- 1980: Cœur bleu. 1 ora 25 minuti.
- 1980: Vivre est une solution. 1 ora 17 minuti.
- 1980: Cocktail Morlock (ou : Encore un pernod, Yves). 25 minuti.
- 1981: Discussion Morlock (Carnet filmé : 10 gennaio 1981). 25 minuti.
- 1981: Le Faux Cinématon de Yann Andréa filmé par une authentique Marguerite Duras. 4 minuti.
- 1981: Tu vois mon fils, l'espace ici naît du temps. 16 minuti.
- 1981: C'est Salonique. 24 minuti.
- 1981: Khrónos 1981 (Carnet filmé : 7 maggio 1981 – 10 maggio 1981). 1 ora 38 minuti.
- 1981: Spoonful. 1 ora 22 minuti.
- 1981: La Neige tremblait sur les arbres. 1 ora 19 minuti.
- 1981: Michel Foucault Werner Schroeter, la conversation (Carnet filmé : 3 dicembre 1981). 1 ora 30 minuti.
- 1981: Baignoire. 42 minuti.
- 1981: Plus mon Loir gaulois que le Tibre latin (19 dicembre 1981 - 20 dicembre 1981). 2 ore 3 minuti.
- 1981: Chemins intermédiaires (Carnet filmé: 1º gennaio 1980 - 31 dicembre 1981). 1 ora 28 minuti.
- 1982: Dévotion. 18 minuti.
- 1982: Le Blanc cassé (10 gennaio 1982). 1 ora 23 minuti.
- 1982: Je marche à peine et je suis déjà loin. 14 minuti.
- 1982: She's a very nice lady. 1 ora 30 minuti.
- 1982: Archive Morlock : Premier mai 1982 (Manifestation C.F.D.T.). 3 minuti 30 secondi.
- 1982: Archive Morlock : Premier mai 1982 (Manifestation C.G.T.). 3 minuti 30 secondi.
- 1982: Passions (entretien avec Philippe Garrel I) (Carnet filmé: 6 giugno 1982) 1 ora 32 minuti.
- 1982: Attention poésie (entretien avec Philippe Garrel II) (Carnet filmé: 8 giugno 1982) 1 ora 30 minuti.
- 1982: L'Art, c'est se perdre dans les châteaux du rêve (entretien avec Philippe Garrel III) (Carnet filmé : 13 giugno 1982). 2 ore 8 minuti.
- 1982: L'oeuvre d'art est utile car elle consolide notre liberté (entretien avec Philippe Garrel IV) (Carnet filmé : 18 giugno 1982). 2 ore 31 minuti.
- 1982: Jean Seberg, Philippe Garrel et Les Hautes solitudes (Carnet filmé : 2 maggio 1975 – 18 giugno 1982). 34 minuti.
- 1982: Bulle Ogier sur Radio Ark en ciel (Carnet filmé : 29 giugno 1982). 1 ora 2 minuti.
- 1982: Joseph Morder sur Radio Ark en Ciel (Carnet filmé : 6 luglio 1982). 53 minuti.
- 1982: Teo Hernandez sur Radio Ark en Ciel (Carnet filmé : 20 luglio 1982). 59 minuti.
- 1982: Montagnes endormies (Carnet filmé: 1º gennaio 1982 - 31 dicembre 1982). 1 ora 35 minuti.
- 1983: Genova Genova. 24 minuti.
- 1983: Il Gergo Inquieto (10 febbraio 1983 - 13 febbraio 1983). 1 ora 32 minuti.
- 1983: L'Hiver a fui, l'avril est là. 16 minuti.
- 1983: Printemps météore (Carnet filmé: 1º gennaio 1983 - 18 maggio 1983). 1 ora 25 minuti.
- 1983: Le Naufragé et le prisonnier (Carnet filmé: 24 maggio 1983 - 26 giugno 1983). 1 ora 20 minuti.
- 1983: Le Voyageur sans ombre (Carnet filmé: 29 giugno 1983 - 6 agosto 1983). 1 ora 13 minuti.
- 1983: Études préparatoires pour À propos de la Grèce (Carnet filmé: 10 agosto 1983 - 10 settembre 1983). 1 ora 28 minuti.
- 1983: Esquisses helléniques pour À propos de la Grèce (Carnet filmé : 10 agosto 1983 - 14 settembre 1983). 1 ora 14 minuti.
- 1983: Crépuscules crétois (26 agosto 1983 - 27 agosto 1983). 44 minuti.
- 1983: Arcipelago (31 agosto 1983). 43 minuti.
- 1983: Sifnos (1er settembre 1983 - 4 settembre 1983). 1 ora 5 minuti.
- 1983: Santorin (10 septembre 1983 - 12 settembre 1983). 1 ora 48 minuti.
- 1983: L'Arbre de la vie (Carnet filmé: 15 settembre - 30 novembre 1983). 1 ora 15 minuti.
- 1983: Le Monde impatient (Carnet filmé: 1º dicembre 1983 - 31 dicembre 1983). 1 ora.
- 1984: Berlin-Ouest - Berlin-Est. 4 minuti.
- 1984: Boulevard Saint-Germain. 6 minuti.
- 1984: Gare. (serie cinematografica in corso iniziata nel 1984) 56 vedute. 1 ora 38 minuti.
- 1984: Mourir, mourir, unique grâce ! 15 minuti.
- 1984: La Valse de Vienne (Carnet filmé : 14 marzo 1984 - 16 marzo 1984). 50 minuti.
- 1984: Die Reise nach Wien (Carnet filmé : 13 marzo 1984 - 18 marzo 1984). 1 ora 14 minuti.
- 1984: Entre 15 h 15 et 15 h 25. 11 minuti.
- 1984: Mort de trois présidents à vie. 3 minuti 30 secondi.
- 1984: Les Vivants et les morts (Carnet filmé: 1º gennaio 1984 - 31 marzo 1984). 1 ora 30 minuti.
- 1984: La Marche du temps. (Carnet filmé: 1º aprile 1984 - 31 dicembre 1984). 1 ora 15 minuti.
- 1985: Ne sais-tu pas quel est ce jour sacré ? 2 minuti.
- 1985: À propos de la Grèce. 1 ora 30 minuti.
- 1985: Portrait d'Alexander Kluge dans son bureau de Munich. 3 minuti 30 secondi.
- 1985: Portrait de groupe. (serie cinematografica in corso iniziata nel 1985). 266 film-ritratto. 17 ore.
- 1985: Couple. (serie cinematografica in corso iniziata nel 1985). 157 film-ritratto. 9 ore.
- 1985: Nuits transparentes. (Carnet filmé: 1º gennaio 1985 - 31 dicembre 1985). 1 ora 28 minuti.
- 1986: Un jour l'hiver finira (Carnet filmé : 17 marzo 1986 – 24 marzo 1986). 1 ora 2 minuti.
- 1986: Le Jour où TF1 m'a cinématonné. 4 minuti.
- 1986: Oh ! Peine ! Peine sans égale ! 14 minuti.
- 1986: Trio. (serie cinematografica in corso iniziata nel 1986). 19 film-ritratto. 1 ora.
- 1986: Lire. (serie cinematografica in corso iniziata nel 1986). 142 film-ritratto. 9 ore. Riconoscimento dell'Académie française.
- 1986: Avec Mariola. 32 minuti.
- 1986: Les Jours et les nuits. (Carnet filmé: 1º gennaio 1986 - 31 dicembre 1986). 1 ora 15 minuti.
- 1987: Délivre le monde si c'est ton sort. 15 minuti.
- 1987: Les Aventures d'Eddie Turley. 1 ora 30 minuti.
- 1987: Le Passeur immobile (Carnet filmé: 1º gennaio 1987 - 31 dicembre 1987) 1 ora 20 minuti.
- 1988: Le Jour où Antenne 2 m'a cinématonné. 4 minuti.
- 1988: Montre-moi si vraiment du ciel tu es l'élu. 14 minuti.
- 1988: Archive Morlock : Premier mai 1988 (Manifestation C.F.D.T.). 3 minuti 30 secondi.
- 1988: Archive Morlock : Premier mai 1988 (Manifestation C.G.T.). 3 minuti 30 secondi.
- 1988: Et si on jouait ? (Carnet filmé: 20 ottobre - 25 ottobre 1988). 28 minuti.
- 1988: Nuages de soie. 1 minuto.
- 1988: Solitude perdue. 2 minuti.
- 1988: Sur la route... de Digne à Nice. 4 minuti.
- 1988: L'Artifice et le factice. (Carnet filmé: 1º gennaio 1988 - 31 dicembre 1988). 2 ore.
- 1989: Est-ce là l'effet du Saint Jour ? 10 minuti.
- 1989: Double jeu (Carnet filmé : 1 gennaio 1989 - 31 dicembre 1989). 1 ora 8 minuti.
- 1990: Oh ! Plainte ! Plainte ! Plainte effroyable. 10 minuti.
- 1990: Boudou prend son bain. 3 minuti.
- 1990: Cinématou (serie cinematografica in corso iniziata nel 1990). 10 film-ritratto. 30 minuti.
- 1990: Histoires ordinaires. 1 ora 28 minuti.
- 1991: Oh ! Jour des grâces sans pareilles. 13 minuti.
- 1991: Mes Lieux d'habitation (serie cinematografica in corso iniziata nel 1991). 17 parti. 1 ore 2 minuti.
- 1991: Cinéma (serie cinematografica in corso iniziata nel 1991) 70 parti. 3 ore 45 minuti.
- 1991: Cinécabot (serie cinematografica in corso iniziata nel 1991). 5 film-ritratto. 20 minuti.
- 1991: Le Nouvel hiver (Carnet filmé: 1º gennaio 1989 - 31 dicembre 1991). 1 ora 50 minuti.
- 1992: Lui-même ! Le voici ! Voyez ! 6 minuti.
- 1992: La Terre des vivants (Carnet filmé: 1º gennaio 1992 - 30 giugno 1992). 1 ora 7 minuti.
- 1992: Travelling (Carnet filmé: 1º luglio 1992 - 31 dicembre 1992). 1 ora 3 minuti.
- 1992: Régis Audigier, le Christ de Burzet (Carnet filmé : 12 aprile 1992 – 17 aprile 1992). 1 ora 6 minuti.
- 1992: Burzet (Carnet filmé : 14 aprile 1992 – 17 aprile 1992). 52 minuti.
- 1992: Solange et Jean Mounier, Véronique et le centurion de Burzet (Carnet filmé : 14 aprile 1992). 32 minuti.
- 1992: Gaston Hilaire, l’ancien centurion de Burzet (Carnet filmé : 15 aprile 1992 – 17 aprile 1992). 36 minuti.
- 1992: Bernard de Chanaleilles, le Simon de Cyrène de Burzet (Carnet filmé : 16 aprile 1992). 36 minuti.
- 1993: Vers lui mon coeur souffrant aspire. 5 minuti.
- 1993: Vie (Carnet filmé: 1º gennaio 1993 - 31 dicembre 1993). 1 ora 5 minuti.
- 1993: Petit traité de chevalerie Morlock en vélocipède. 10 minuti.
- 1994: Prenez mon sang, prenez mon corps, en souvenir de moi ! 7 minuti.
- 1994: Ponts routiers de la Seine à Paris. 22 minuti.
- 1994: Inventaire filmé des rues de Saint-Maurice (Val-de-Marne, France). 40 minuti.
- 1994: Le Passager solitaire (Carnet filmé: 1º gennaio 1994 - 31 dicembre 1994). 1 ora 40 minuti.
- 1995: Tu vis maintenant à jamais. 7 minuti.
- 1995: Compression de Alphaville. 4 minuti.
- 1995: Compression de À bout de souffle. 4 minuti.
- 1995: Compression de Niagara. 4 minuti.
- 1995: Compression The Chimp. 2 minuti.
- 1995: Le Vrai faux Cinématon d'Agnès Soral. 4 minuti.
- 1995: De ma voiture. 1 heure 18 minuti.
- 1995: Le Passé retrouvé (Carnet filmé: 1º gennaio 1995 - 20 maggio 1995). 1 ora 47 minuti.
- 1995: Du Marché de la Poésie à Radio Aligre (Carnet filmé : 25 giugno 1995 - 29 giugno 1995). 51 minuti
- 1995: Itinéraires héréditaires (Carnet filmé: 21 maggio 1995 - 8 novembre 1995). 1 ora 45 minuti.
- 1996: Tes-tu perdu ? Dois-je te conduire ? 5 minuti.
- 1996: Velo Love (Carnet filmé : 1º luglio 1996 - 3 luglio 1996). 1 ora 32 minuti.
- 1996: Coude à coude (Carnet filmé : 5 luglio 1996 - 6 luglio 1996). 2 ore 3 minuti.
- 1996: Olivier Dazat ou l'amour du vélo (Carnet filmé: 10 luglio 1996, prima parte). 50 minuti.
- 1996: Janine Anquetil la dame blonde (Carnet filmé: 10 luglio 1996, seconda parte). 1 ora 18 minuti.
- 1996: Chambéry-Les Arcs, une vélographie de Gérard Courant. 1 ora 14 minuti.
- 1996: Chambéry-Les Arcs, une vélographie de Gérard Courant (trailer). 2 minuti.
- 1996: Une cérémonie secrète (Carnet filmé: 22 settembre 1996). 49 minuti.
- 1996: Le Ciel écarlate (Carnet filmé: 8 novembre 1995 - 22 settembre 1996). 1 ora 43 minuti.
- 1997: Tu baignes mes pieds d'eau pure, mais que l'ami me lave le front ! 5 minuti.
- 1997: Amours décolorées. 1 ora 20 minuti.
- 1997: Voyage au centre du monde (Carnet filmé: 16 marzo 1997 - 17 aprile 1997). 1 ora 10 minuti.
- 1997: Joseph Morder filme le défilé du Premier Mai (Carnet filmé: 1º maggio 1997). 47 minuti.
- 1997: Mongibello (Carnet filmé : 29 ottobre 1996 – 14 novembre 1997). 58 minuti.
- 1998: Sur sa croix mon sang divin coula. 5 minuti.
- 1998: Toronto 1998 (Carnet filmé : 28 aprile 1998). 1 ora 2 minuti.
- 1998: Le Nouveau désert (Carnet filmé : 2 gennaio 1998 - 31 dicembre 1998). 1 ora 25 minuti.
- 1999: Oh ! Quel miracle sans pareil ! 4 minuti.
- 1999: Le Journal de Joseph M. 59 minuti.
- 1999: Le Chemin de Resson : Joseph Morder rend visite à Marcel Hanoun (Carnet filmé : 7 maggio 1999). 44 minuti.
- 1999: Le Tournage du Cinématon n°1968 de Joseph Morder. 4 minuti.
- 1999: Zanzibar à Saint-Sulpice. 9 minuti.
- 1999: J. M. (version courte de Le Journal de Joseph M. ). 37 minuti.
- 1999: Derrière la nuit (Carnet filmé: 1º gennaio au 31 dicembre 1999).1 ora 22 minuti.
- 2000: Mon sang fuit sauvage et déborde. 11 minuti.
- 2000: Vous avez dit Cinématon ? 4 minuti.
- 2000: L'Homme des roubines. 55 minuti.
- 2000: Luc Moullet, encore un effort pour être cinématonné. 4 minuti.
- 2000: Antonietta Pizzorno chante Luc Moullet (Carnet filmé: 19 agosto 2000). 48 minuti.
- 2000: Marie-Christine Questerbert raconte Luc Moullet (Carnet filmé : 13 agosto 2000 - 20 agosto 2000). 36 minuti.
- 2000: Iliana Lolich fait l’éloge de Luc Moullet (Carnet filmé : 20 agosto 2000). 19 minuti.
- 2000: Tout est brisé (Carnet filmé: 1º gennaio 2000 - 31 dicembre 2000). 1 ora 20 minuti.
- 2001: 2000 Cinématons. 1 ora 33 minuti.
- 2001: Florence Loiret-Caille, Cinématon n° 2013 (Carnet filmé: 17 gennaio 2001). 30 minuti.
- 2001: Vincent Nordon raconte Straub, Huillet, Pialat et Cinématon (Carnet filmé: 18 gennaio 2001). 59 minuti.
- 2001: Lucia Sanchez, Cinématon n° 2014 (Carnet filmé: 24 gennaio 2001). 24 minuti.
- 2001: Luc Moullet, enfin cinématonné ? 4 minuti.
- 2001: Place Saint-Michel (Carnet filmé: 23 gennaio 2001). 51 minuti.
- 2001: Oh peine ! Oh jour du deuil profond. 13 minuti.
- 2001: Le Pharaon à Lyon (Carnet filmé : 4 febbraio 2001 – 21 giugno 2001). 51 minuti.
- 2001: Route d'argent (Carnet filmé: 24 giugno 2001 - 8 luglio 2001). 1 ora 20 minuti.
- 2001: Quand reverrai-je mon petit village ? (Carnet filmé : 21 ottobre 2001 – 27 dicembre 2001). 42 minuti.
- 2001: Cinématé ! 4 minuti.
- 2001: Encore cinématé ! 4 minuti.
- 2001: Cinématé avec Jacques Monory. 4 minuti.
- 2001: Cinématé avec Jean-Marie Straub. 3 minuti.
- 2001: Cinématé avec Volker Schlöndorff. 3 minuti.
- 2001: Cinématé avec Vincent B. 4 minuti.
- 2001: Cinématé avec Maruschka Detmers. 3 minuti.
- 2001: Cinématé avec Roberto Benigni. 3 minuti.
- 2001: Cinématé avec Féodor Atkine. 2 minuti.
- 2001: Cinématé avec Jean-Luc Godard. 2 minuti.
- 2001: Cinématé avec Serge Merlin. 3 minuti.
- 2001: Cinématé avec Wim Wenders. 4 minuti.
- 2001: Cinématé avec Simon de la Brosse. 2 minuti.
- 2001: Cinématé avec Galaxie Barbouth. 4 minuti.
- 2001: Cinématé avec Philippe Sollers. 2 minuti.
- 2001: Cinématé avec Dominique Noguez. 4 minuti.
- 2001: Cinématé avec Juliet Berto. 4 minuti.
- 2001: Cinématé avec Yves Mourousi. 2 minuti.
- 2001: Cinématé avec Fernando Arrabal. 2 minuti.
- 2001: Cinématé avec Robert Kramer. 2 minuti.
- 2001: Cinématé avec Gérard Jugnot. 2 minuti.
- 2001: Cinématé avec Noël Godin. 2 minuti.
- 2002: Qui me commande de vivre ? 9 minuti.
- 2002: Archive Morlock : Élection présidentielle 2002. 3 minuti.
- 2002: Périssable paradis. 1 ora 10 minuti.
- 2002: Périssable paradis II (Notes pour un monde nouveau) (Carnet filmé: 2 settembre - 4 settembre 2002). 1 ora 21 minuti.
- 2002: La Cipale d'Arnaud Dazat (Carnet filmé : 4 settembre 2002). 31 minuti.
- 2002: Inventaire filmé des rues de la Croix-Rousse à Lyon. 54 minuti.
- 2002: Zones césariennes (Carnet filmé: 1º gennaio 2002 - 31 dicembre 2002). 56 minuti.
- 2003: Seul mon trépas vous importe ? 20 minuti.
- 2003: Autour de 24 Passions (Carnet filmé: 18 aprile 2003) 32 minuti.
- 2003: Une semaine sainte (Carnet filmé: 15 aprile - 18 aprile 2003). 1 ora 1 minuti.
- 2003: Zythum. 3 minuti.
- 2003: 24 Passions. 1 ora 15 minuti.
- 2003: Car seuls les nouveaux Dieux ont mordu la pomme de l'amour (Carnet filmé: 1º gennaio 2003 – 31 dicembre 2003). 1 ora 1 minuto.
- 2004: D'où nous viens-tu ? 12 minuti.
- 2004: Archive Morlock : Premier mai 2004 (Manifestation C.G.T.). 6 minuti.
- 2004: Les Saisons et les jours (Carnet filmé: 24 novembre 2003 - 7 giugno 2004). 1 ora 8 minuti.
- 2004: Marsiho (Journal du FID 2004) (Carnet filmé: 3 luglio 2004 - 5 luglio 2004). 2 ore 4 minuti.
- 2004: Lisa et Rose-Anaël (Carnet filmé: 29 luglio 2004). 30 minuti.
- 2004: Causerie d'un Martien en exil à Lyon (Carnet filmé: 26 luglio 2004). 52 minuti.
- 2004: Un été amoureux (Carnet filmé: 8 agosto 2004 - 17 settembre 2004). 1 ora 1 minuti.
- 2004: Délices lointains (Carnet filmé: 1º gennaio 2004 – 31 dicembre 2004). 2 ore 5 minuti.
- 2004: Exposicion (Journal du Mexique) (Carnet filmé: 23 ottobre 2004 – 11 novembre 2004). 2 ore 4 minuti.
- 2004: Augusto Luis et Maria Emma. 8 minuti.
- 2004: Décrochage radio (Carnet filmé: 4 dicembre 2004 - 7 dicembre 2004). 1 ora 8 minuti.
- 2004: Le Roi Artur et son Pop-club (Carnet filmé: 8 dicembre 2004). 1 ora 2 minuti.
- 2004: Le Festival des Cinémas différents offre une carte noire à Dominique Noguez (Carnet filmé: 10 dicembre 2004). 49 minuti.
- 2005: Les Cinématons au cinéma Caméo de Metz (Carnet filmé : 11 gennaio 2005). 52 minuti.
- 2005: À propos de Guy Gilles et Zanzibar sur Radio Campus (Carnet filmé : 23 gennaio 2005). 1 ora 1 minuto.
- 2005: Yvette Courant (Carnet filmé : 28 gennaio 2005). 1 ora 48 minuti.
- 2005: Zouzou à Saint-Denis (Carnet filmé: 5 febbraio 2005). 44 minuti.
- 2005: Événement (Carnet filmé: 26 febbraio 2005). 49 minuti.
- 2005: Une rencontre avec les élèves de première du lycée Guist'hau de Nantes (Année 2004-2005) (Carnet filmé : 9 marzo 2005). 1 ora 13 minuti.
- 2005: Une rencontre avec les étudiants de Ciné-Sup 1 du lycée Guist'hau de Nantes (Année 2004-2005) (Carnet filmé : 10 marzo 2005). 1 ora 36 minuti.
- 2005: Bavardages (Carnet filmé : 9 marzo 2005 - 11 marzo 2005). 1 ora 8 minuti.
- 2005: À travers l'univers. 1 ora 19 minuti.
- 2005: Les Chutes de Saint-Marcellin (Carnet filmé : 30 luglio 2004 – 25 agosto 2005). 1 ora 2 minuti.
- 2005: Marselha (Journal du FID 2005) (Carnet filmé: 2 giugno 2005 - 6 giugno 2005). 1 ora 21 minuti.
- 2005: Jean-Pierre Gorin, encore un effort pour être cinématonné. 4 minuti.
- 2005: Portrait d'Yvette Courant en téléphage. 7 minuti.
- 2005: Destination Fourvière (Carnet filmé: 5 ottobre 2005). 1 ora 28 minuti.
- 2005: Lugdunum (Journal du festival Doc en Courts 2005) (Carnet filmé: 6 ottobre 2005 - 8 ottobre 2005). 1 ora 38 minuti.
- 2005: Les Restes d'un monde nouveau (Carnet filmé : 11 novembre 2005 – 22 novembre 2005). 2 H 01'.
- 2005: Passions immortelles (Carnet filmé : 23 aprile 2005 - 26 noviembre 2005) 1 ora 37 minuti.
- 2005: Cinématons en campagne (Carnet filmé : 9 dicembre 2005 – 10 dicembre 2005). 1 ora 3 minuti.
- 2006: Rédemption au rédempteur ! 9 minuti.
- 2006: Un monde nouveau. 1 ora 5 minuti.
- 2006: Made in Paris. 3 minuti 30 secondi.
- 2006: Là-bas (Carnet filmé: 1º gennaio 2005 – 26 agosto 2006). 1 ora 10 minuti.
- 2006: Un atelier cinéma avec les étudiants de Ciné Sup 1 du lycée Guist'hau de Nantes (année 2005/2006) (Carnet filmé: 5 gennaio 2006). 1 ora 37 minuti.
- 2006: Interviews (Carnet filmé: 31 gennaio 2006 au 15 marzo 2006). 1 ora 15 minuti.
- 2006: Super 8 Paradise (Carnet filmé : 17 aprile 2006 – 7 giugno 2006). 1 ora 07 minuti.
- 2006: Un débat À travers l'univers (Carnet filmé: 30 marzo 2006). 1 ora 30 minuti.
- 2006: Benjamin Chanut, coureur cycliste indépendant dans les années 1950 (Carnet filmé: 3 giugno 2006). 1 ora 4 minuti.
- 2006: Maurice Izier, coureur cycliste professionnel dans les années 1960 (Carnet filmé: 3 giugno 2006). 1 ora.
- 2006: Toussaint en juin (Carnet filmé : 12 giugno 2006 – 19 giugno 2006). 1 ora 3 minuti.
- 2006: Boris Lehman à Valence. 3 minuti.
- 2006: Lisa Rovner ce Cinématon qui faillit être le dernier. 5 minuti.
- 2006: En effet, cher Pierre Rissient, ceci aurait dû être votre Cinématon. 4 minuti.
- 2006: L'ascension de Notre-Dame de la Garde et la descente vers le Vieux-Port de Marseille (Carnet filmé: 23 settembre 2006). 1 ora 2 minuti.
- 2006: Teo Hernandez à Paris (Carnet filmé: 20 ottobre 2006). 55 minuti.
- 2006: Notes Lyonnaises I (2002-2006) (Carnet filmé : 29 novembre 2002 – 2 novembre 2006). 2 ore 12 minuti.
- 2006: Crime contre le cinéma (Carnet filmé : 25 settembre 2006 – 2 dicembre 2006). 1 ora 40 minuti.
- 2007: Je crois avoir vu clair en toi. 40 minuti.
- 2007: Compression du Journal de Joseph M. 3 minuti.
- 2007: Deux ou trois choses que je sais de Joseph Morder. 10 minuti.
- 2007: Vagues barbares (Carnet filmé: 25 dicembre 2006 - 21 gennaio 2007). 51 minuti.
- 2007: Jean-François Gallotte fait son cirque sur Zaléa TV (Carnet filmé: 26 gennaio 2007). 1 ora 2 minuti.
- 2007: Sortie du port de Marseille en direction des îles du Frioul. 2 minuti 40 secondi.
- 2007: Voyage dans les îles du Frioul (Carnet filmé: 23 febbraio 2007). 42 minuti.
- 2007: Alicudi 1 Bella (Carnet filmé: 24 aprile 2007). 1 ora 19 minuti.
- 2007: Alicudi 1 Bella II (Carnet filmé : 24 aprile 2007). 1 ora 19 minuti.
- 2007: Alicudi 2 Selvaggia (Carnet filmé: 25 aprile 2007). 1 ora 7 minuti.
- 2007: Alicudi 2 Selvaggia II (Carnet filmé : 25 aprile 2007). 1 ora 7 minuti.
- 2007: Alicudi 3 Lontana (Carnet filmé: 26 aprile 2007). 1 ora 19 minuti.
- 2007: Alicudi 3 Lontana II (Carnet filmé : 26 aprile 2007). 1 ora 19 minuti.
- 2007: Cendre et lumière (Carnet filmé : 24 aprile – 26 aprile 2007). 1 ora 7 minuti.
- 2007: Rituels (Carnet filmé: 6 aprile 2007 - 25 ottobre 2007). 1 ora 54 minuti.
- 2007: Compression de Alicudi 1 Bella. 3 minuti.
- 2007: Compression de Alicudi 2 Selvaggia. 3 minuti.
- 2007: Compression de AlicudiI 3 Lontana. 3 minuti.
- 2007: Alicudi. 11 minuti.
- 2007: Dans la gloire intime des nuages enflammés (Carnet filmé: 26 novembre 2007 - 7 dicembre 2007). 1 ora 15 minuti.
- 2007: Dans la gloire intime des nuages enflammés II (Carnet filmé: 26 novembre 2007 - 7 dicembre 2007). 1 ora 15 minuti.
- 2007: Compression Dans la gloire intime des nuages enflammés. 3 minuti.
- 2007: Banlieue Ouest (Carnet filmé: 24 novembre 2007 - 9 dicembre 2007). 42 minuti.
- 2007: Banlieue Ouest II (Carnet filmé: 24 novembre 2007 - 9 dicembre 2007). 42 minuti.
- 2007: Compression de banlieue Ouest. 1 ora 30 secondi.
- 2007: Banlieue Est (Carnet filmé: 12 dicembre - 14 dicembre 2007). 1 ora 10 minuti.
- 2007: Banlieue Est II (Carnet filmé: 12 dicembre - 14 dicembre 2007). 1 ora 10 minuti.
- 2007: Compression de banlieue Est. 3 minuti.
- 2007: Massalia (Carnet filmé: 20 dicembre 2007). 27 minuti.
- 2007: Massalia II (Carnet filmé: 20 dicembre 2007). 27 minuti.
- 2007: Compression de Massalia. 1 ora 30 secondi.
- 2007: Burgundia (Carnet filmé: 23 dicembre 2007 - 28 dicembre 2007). 1 ora 2 minuti.
- 2007: Burgundia II (Carnet filmé: 23 dicembre 2007 - 28 dicembre 2007). 1 ora 2 minuti.
- 2007: Compression de Burgundia. 3 minuti.
- 2008: Que restes-tu là ? 34 minuti.
- 2008: Les Aventures d'Eddie Turley II. 1 ora 30 minuti.
- 2008: Les Aventures d'Eddie Turley III. 1 ora 30 minuti.
- 2008: Le Temps et les rêves (Carnet filmé: 9 gennaio 2008 - 14 gennaio 2008). 1 ora 11 minuti.
- 2008: Le Temps et les rêves II (Carnet filmé: 9 gennaio 2008 - 14 gennaio 2008). 1 ora 11 minuti.
- 2008: Compression Le Temps et les rêves. 3 minuti.
- 2008: Dresde de sang et de feu (Carnet filmé: 24 gennaio 2008 - 27 gennaio 2008). 1 ora 2 minuti.
- 2008: Dresde de sang et de feu II (Carnet filmé: 24 gennaio 2008 - 27 gennaio 2008). 1 ora 2 minuti.
- 2008: Compression de Dresde de sang et de feu. 3 minuti.
- 2008: Louanges téméraires des heures divines (Carnet filmé: 3 febbraio 2008 - 6 febbraio 2008). 1 ora 10 minuti.
- 2008: Louanges téméraires des heures divines II (Carnet filmé: 3 febbraio 2008 - 6 febbraio 2008). 1 ora 10 minuti.
- 2008: Compression de Louanges téméraires des heures divines. 3 minuti.
- 2008: Fêtes blanches (Carnet filmé: 21 marzo 2008 - 20 settembre 2008). 1 ora 34 minuti.
- 2008: Jean Cocteau, Derek Jarman, Dresde de sang et de feu sur Radio Libertaire (Carnet filmé: 2 aprile 2008). 33 minuti.
- 2008: Compression de 2 ou 3 choses que je sais d'elle. 4 minuti.
- 2008: Déambulation. 1 ora 26 minuti.
- 2008: À bloc. 1 ora 28 minuti.
- 2008: Coffret JM (Carnet filmé: 25 giugno 2008). 11 minuti.
- 2008: Dégueulasse I. 3 minuti.
- 2008: Dégueulasse II. 3 minuti.
- 2008: Dégueulasse III. 3 minuti.
- 2008: Dégueulasse IV. 3 minuti.
- 2008: Garçon. 3 minuti.
- 2008: Le Grand événement. 3 minuti.
- 2008: Compression des Aventures d'Eddie Turley II. 4 minuti.
- 2008: Compression de Je meurs de soif, j'étouffe, je ne puis crier... 3 minuti.
- 2008: Compression de Théorème. 4 minuti.
- 2008: La Course des coeurs I. 3 minuti.
- 2008: La Course des coeurs II. 3 minuti.
- 2008: Une vraie fausse blonde. 3 minuti.
- 2008: Désolé I. 3 minuti.
- 2008: Désolé II. 3 minuti.
- 2008: Désolé III. 3 minuti.
- 2008: La Ville des fantômes (Carnet filmé: 15 dicembre 2007 - 10 febbraio 2008). 2 ore 2 minuti.
- 2008: La Ville des fantômes II (Carnet filmé: 15 dicembre 2007 - 10 febbraio 2008). 2 ore 2 minuti.
- 2008: Compression de La Ville des fantômes. 5 minuti.
- 2008: L'impossible retour. 15 minuti.
- 2008: Compression de À travers l'univers. 3 minuti.
- 2008: Compression de Derrière la nuit. 3 minuti.
- 2008: Saint-Marcellin vu par Gérard Courant. 1 ora 56 minuti.
- 2008: Promenade dans les lieux de mon enfance dijonnaise. (Carnet filmé: 2 novembre 2008). 1 ora 8 minuti.
- 2008: Le Tour du Lac Kir. (Carnet filmé: 3 novembre 2008). 48 minuti.
- 2008: Enregistrement. (Carnet filmé: 27 novembre 2008). 1 ora 10 minuti.
- 2008: Un soir à Gennevilliers. (Carnet filmé: 13 dicembre 2008). 19 minuti.
- 2008: Il ne s'est rien passé ou la vie particulière d'Élisa Point. 14 minuti.
- 2008: Illuminations. (Carnet filmé: 26 dicembre 2008). 1 ora 3 minuti.
- 2008: Rétrocompression. (Carnet filmé: 24 novembre 2007 - 10 febbraio 2008). 46 minuti.
- 2009: D'où vient cette source mystérieuse ? 32 minuti.
- 2009: Flammes marines. (Carnet filmé: 5 gennaio 2009 - 10 gennaio 2009). 44 minuti.
- 2009: Dégueulasse V. 5 minuti.
- 2009: Dégueulasse VI. 5 minuti.
- 2009: Dégueulasse VII. 4 minuti.
- 2009: Dégueulasse VIII. 4 minuti.
- 2009: Dégueulasse IX. 4 minuti.
- 2009: Compression de 20 Cinématon pour les 20 ans de Bref 1 les cinéastes. 8 minuti.
- 2009: Compression de 20 Cinématon pour les 20 ans de Bref 2 les critiques. 8 minuti.
- 2009: Spoonful II. 1 ora 15 minuti.
- 2009: Compression de Spoonful. 3 minuti.
- 2009: Compression Les hautes solitudes. 3 minuti.
- 2009: Compression La mort de Maria Malibran. 5 minuti.
- 2009: Compression Le lit de la vierge. 4 minuti.
- 2009: Compression Le révélateur. 3 minuti.
- 2009: Compression Hurlements en faveur de Sade. 3 minuti.
- 2009: Compression La Gran Via de Rita Jones. 3 minuti.
- 2009: Compression In girum imus nocte et consumimur igni. 3 minuti.
- 2009: Compression La société du spectacle. 3 minuti.
- 2009: Compression Les jeux de société. 3 minuti.
- 2009: Compression 44 vues Lumière. 4 minuti.
- 2009: Compression Le Mépris. 4 minuti.
- 2009: Compression La bride sur le cou. 3 minuti.
- 2009: Compression La vérité. 5 minuti.
- 2009: Compression Haine, amour et trahison. 4 minuti.
- 2009: Compression Rendez-vous à Rio. 4 minuti.
- 2009: Compression En cas de malheur. 5 minuti.
- 2009: Compression La mariée est trop belle. 4 minuti.
- 2009: Compression Et Dieu créa la femme. 4 minuti.
- 2009: Compression William Wilson. 3 minuti.
- 2009: Compression Viva Maria. 5 minuti.
- 2009: Tout était clair (Carnet filmé: 2 aprile 2009 - 25 maggio 2009). 2 ore 8 minuti.
- 2009: L'Anniversaire de Bambou (Carnet filmé: 8 maggio 2009). 1 ora 36 minuti.
- 2009: La Neige tremblait sur les arbres II. 1 ora 19 minuti.
- 2009: Compression La Neige tremblait sur les arbres. 3 minuti.
- 2009: Direction Sud-Est (Carnet filmé: 8 agosto - 13 agosto 2009). 1 ora 28 minuti.
- 2009: Montre Oeil Mon Oeil. 3 minuti.
- 2009: Retour à l'Eldorado (Carnet filmé: 22 ottobre - 23 ottobre 2009). 28 minuti.
- 2009: Week-end à Cabrières d'Avignon (Carnet filmé: 28 novembre - 29 novembre 2009). 1 ora 54 minuti.
- 2009: Werner et Nenad (Carnet filmé: 6 dicembre - 7 dicembre 2009). 1 ora 16 minuti.
- 2009: Neiges (Carnet filmé: 17 dicembre - 20 dicembre 2009). 1 ora 1 minuta.
- 2009: Tempête de neige sur Dijon (Carnet filmé: 20 dicembre 2009). 1 ora 2 minuti.
- 2010: Oh ! Joie ineffable ! 32 minuti.
- 2010: Compression de neiges. 3 minuti.
- 2010: Danse de glace (Carnet filmé: 9 gennaio - 12 gennaio 2010). 1 ora 21 minuti.
- 2010: Écumes assassines (Carnet filmé: 13 gennaio - 17 gennaio 2010). 1 ora 43 minuti.
- 2010: Compression Sayat Nova. 3 minuti.
- 2010: L'Homme Atlantique de Marguerite Duras par Gérard Courant. 11 minuti.
- 2010: Compression Vivre est une solution. 3 minuti.
- 2010: Compression Nel Regno di Napoli. 5 minuti.
- 2010: Magdalena Montezuma. 5 minuti.
- 2010: La Mort n'est pas une solution. 1 ora 7 minuti.
- 2010: Résurrection. 1 ora 17 minuti.
- 2010: Archive Morlock : élections régionales Bourgogne. 2 minuti.
- 2010: Mes Territoires (Carnet filmé: 19 marzo 2010 - 3 aprile 2010). 1 ora 24 minuti.
- 2010: Carnet de printemps Carnet d'été (Carnet filmé: 1º maggio 2010 - 15 agosto 2010). 2 ore 5 minuti.
- 2010: Compression Eika Katappa. 6 minuti.
- 2010: In Memoriam Daniel Schmid Werner Schroeter (Carnet filmé: 6 giugno 2010 - 10 giugno 2010). 1 ora 12 minuti.
- 2010: Werner Schroeter par Isabelle Huppert. 10 minuti.
- 2010: Compression À coeur joie. 4 minuti.
- 2010: Compression Une ravissante idiote. 4 minuti.
- 2010: Compression Manina la fille sans voile. 4 minuti.
- 2010: Compression Boulevard du rhum. 4 minuti.
- 2010: Compression Les Femmes. 4 minuti.
- 2010: Compression Shalako. 4 minuti.
- 2010: Compression Voulez-vous danser avec moi ? 4 minuti.
- 2010: Compression Vie privée. 4 minuti.
- 2010: Compression L'Ours et la poupée. 4 minuti.
- 2010: Compression Le Repos du guerrier. 4 minuti.
- 2010: Compression L'Ange noir. 3 minuti.
- 2010: BB X 20. 1 ora 21 minuti.
- 2010: Compression Argila. 1 minuto 40 secondi.
- 2010: Compression Neurasia. 1 minuto 50 secondi.
- 2010: Compression Warnung vor einer heiligen Nutte. 4 minuti.
- 2010: Compression Weisse Reise. 2 minuti.
- 2010: Abel Ferrara à Lucca (Carnet filmé: 7 ottobre 2010 - 10 ottobre 2010) 1 ora 15 minuti.
- 2010: La Passeggiata sulle Mura di Lucca (Carnet filmé: 9 ottobre 2010). 55 minuti.
- 2010: La Passeggiata sulle Mura di Lucca II (Carnet filmé: 9 ottobre 2010). 55 minuti.
- 2010: Compression La Passeggiata sulle Mura di Lucca. 2 minuti.
- 2010: Zacatecas, México. 4 minuti.
- 2010: Notes Lyonnaises II (2007-2010) (Carnet filmé : 4 aprile 2007 – 20 ottobre 2010). 1 ora 1 minuto.
- 2010: Vincent Nordon vous salue bien (Carnet filmé: 29 ottobre 2010 - 2 novembre 2010). 1 ora 39 minuti.
- 2010: Carnet de Nice (Carnet filmé: 19 novembre 2010 - 22 novembre 2010). 1 ora 21 minuti.
- 2010: Joseph Morder à Madrid, la neige à Montreuil (Carnet filmé: 30 novembre 2010 - 8 dicembre 2010). 1 ora 1 minuto.
- 2010: Ombres intérieures (Carnet filmé: 10 dicembre 2010 - 13 dicembre 2010). 1 ora 39 minuti.
- 2010: Petite intrusion dans l'univers incandescent de Werner Schroeter (Carnet filmé: 15 dicembre 2010 - 18 dicembre 2010). 1 ora 23 minuti.
- 2010: Vincent Nordon, Roland Barthes et Ça/Cinéma (Carnet filmé: 23 dicembre 2010). 1 ora 3 minuti.
- 2010: Petit matin de Noël neigeux dans Dijon désert (Carnet filmé: 25 dicembre 2010). 1 ora 2 minuti.
- 2011: Veni, Vidi, Vici (Carnet filmé: 24 dicembre 2010 - 12 gennaio 2011). 48 minuti.
- 2011: Gérard Courant analyse Le Filmeur d'Alain Cavalier (Carnet filmé: 12 gennaio 2011). 53 minuti.
- 2011: Luc Moullet (Éric Pauwels et Jeon Soo-Il) à Manosque I (Carnet filmé: 1º febbraio 2011 - 2 febbraio 2011). 1 ora 35 minuti.
- 2011: Luc Moullet à Manosque II (Carnet filmé: 3 febbraio 2011). 1 ora 15 minuti.
- 2011: Luc Moullet (et Patricio Guzmán) à Manosque III (Carnet filmé: 4 febbraio 2011). 1 ora 30 minuti.
- 2011: Rassemblement pour célébrer le premier tiers de siècle d'existence des Cinématon (Carnet filmé: 7 febbraio 2011) 1 ora.
- 2011: Jean Douchet analyse Deux de Werner Schroeter à la Cinémathèque française (Carnet filmé: 10 febbraio 2011). 40 minuti.
- 2011: Compression Parpaillon de Luc Moullet. 4 minuti.
- 2011: Libre I. 4 minuti.
- 2011: Libre II. 4 minuti.
- 2011: Libre III. 4 minuti.
- 2011: Libre IV. 4 minuti.
- 2011: Libre V. 4 minuti.
- 2011: Libre VI. 4 minuti.
- 2011: Libre VII. 4 minuti.
- 2011: Libre VIII. 4 minuti.
- 2011: Libre IX : 4 minuti.
- 2011: Compression L'Impératrice Yang Kwei-Fei de Kenji Mizoguchi. 4 minuti.
- 2011: Compression La Source thermale d'Akitsu de Yoshishige Yoshida. 4 minuti.
- 2011: Vincent Nordon, Marguerite Duras, Kenji Mizoguchi et le Japon (Carnet filmé: 27 febbraio 2011 - 28 febbraio 2011). 1 ora 42 minuti.
- 2011: Japonaise I. 4 minuti.
- 2011: Japonaise II. 4 minuti.
- 2011: Japonaise III. 4 minuti.
- 2011: Japonaise IV. 4 minuti.
- 2011: Japonaise V. 4 minuti.
- 2011: Carnet de Dubai Printemps I (Carnet filmé: 14 aprile 2011 - 16 aprile 2011). 1 ora 29 minuti.
- 2011: Carnet de Dubai Printemps II (Carnet filmé: 17 aprile 2011 - 18 aprile 2011). 1 ora 18 minuti.
- 2011: Carnet de Dubai Printemps III (Carnet filmé: 19 aprile 2011 - 20 aprile 2011). 1 ora 3 minuti.
- 2011: Riposte (Carnet filmé: 14 maggio 2011 - 21 maggio 2011). 1 ora 17 minuti.
- 2011:Jean-Noël Mirande filme Cinématon (Carnet filmé : 21 giugno 2011 – 22 giugno 2011). 1 ora 20 minuti.
- 2011: Marilyn. 1 ora 8 minuti.
- 2011: Compression de Là-bas. 3 minuti.
- 2011: Compression de Là-bas II. 3 minuti.
- 2011: Les Deux Lyon (Carnet filmé: 15 agosto 2011). 1 ora 4 minuti.
- 2011: Mais qui sommes-nous ? I. 4 minuti.
- 2011: Mais qui sommes-nous ? II. 4 minuti.
- 2011: L'Exception I. 3 minuti.
- 2011: L'Exception II. 3 minuti.
- 2011: L'Exception III. 3 minuti.
- 2011: L'Exception IV. 3 minuti.
- 2011: Love Song Sad I. 3 minuti.
- 2011: Love Song Sad II. 3 minuti.
- 2011: Carrière I. 4 minuti.
- 2011: Carrière II. 4 minuti.
- 2011: Carrière III. 4 minuti.
- 2011: Ta compagnie me manque I. 4 minuti.
- 2011: Ta compagnie me manque II. 4 minuti.
- 2011: Ta compagnie me manque III. 4 minuti.
- 2011: Ta compagnie me manque IV. 4 minuti.
- 2011: La Chanson d'un autre coeur I. 4 minuti.
- 2011: La Chanson d'un autre coeur II. 4 minuti.
- 2011: La Chanson d'un autre coeur III. 4 minuti.
- 2011: La Chanson d'un autre coeur IV. 4 minuti.
- 2011: Ton pseudonyme I. 4 minuti.
- 2011: Ton pseudonyme II. 4 minuti.
- 2011: Ton pseudonyme III. 4 minuti.
- 2011: Ton pseudonyme IV. 4 minuti.
- 2011: Il y avait I. 5 minuti.
- 2011: Il y avait II. 5 minuti.
- 2011: Après le feu des plaisirs. 4 minuti.
- 2011: Ma prédilection I. 3 minuti.
- 2011: Ma prédilection II. 3 minuti.
- 2011: Mon impossible I. 4 minuti.
- 2011: Mon impossible II. 4 minuti.
- 2011: Compression Vivre sa vie. 3 minuti.
- 2011: Routes. 1 ora 17 minuti.
- 2011: Varuna. 1 ora 5 minuti.
- 2011: Compression Palermo oder Wolfsburg de Werner Schroeter. 7 minuti.
- 2011: La Boucle (Carnet filmé : 30 ottobre 2011). 1 ora 2 minuti.
- 2011: Notes Lyonnaises III (2011) (Carnet filmé : 5 giugno 2011 – 3 novembre 2011). 1 ora 22 minuti.
- 2011: Fin d'été début d'automne (Carnet filmé : 20 settembre 2011 - 5 novembre 2011). 1 ora 35 minuti.
- 2011: Jean Douchet analyse Vivre sa vie de Jean-Luc Godard au cinéma Devosge de Dijon (Carnet filmé : 15 novembre 2011). 51 minuti.
- 2011: Coeur d'automne en Bourgogne (Carnet filmé : 14 novembre 2011 - 25 novembre 2011). 1 ora 48 minuti.
- 2011: Non, Monsieur Werner Herzog, ceci n'est pas votre Cinématon. 4 minuti.
- 2011: Inventaire filmé des rues et places de Lyon avec des noms d'universitaires. 54 minuti.
- 2011: Carnet de Dubaï Hiver I : Nuits (Carnet filmé : 7 dicembre 2011). 1 ora 10 minuti.
- 2011: Carnet de Dubaï Hiver II : Errances aquatiques (Carnet filmé : 8 dicembre 2011). 1 ora 7 minuti.
- 2011: Carnet de Dubaï Hiver III : Les chemins de Jumeirah (Carnet filmé : 9 dicembre 2011). 1 ora 26 minuti.
- 2011: Carnet de Dubaï Hiver IV : L'eau et le haut (Carnet filmé : 10 dicembre 2011 – 11 dicembre 2011). 1 ora 34 minuti.
- 2011: Carnet de Dubaï Hiver V : Trajectoires (Carnet filmé : 12 dicembre 2011 – 13 dicembre 2011). 1 ora 30 minuti.
- 2011: Carnet de Dubaï Hiver VI : Lumière et reflets (Carnet filmé : 14 dicembre 2011). 1 ora 11 minuti.
- 2011: Carnet de Dubaï Hiver VII : Traversées (Carnet filmé : 15 dicembre 2011 – 16 dicembre 2011). 1 ora 37 minuti.
- 2011: Asha Bhosle et Dubai (Carnet filmé : 7 dicembre 2011 - 16 dicembre 2011). 2 ore 2 minuti.
- 2011: Daiya Yeh Main Kahan Phasi. 4 minuti.
- 2011: Saathi Re Saathi. 4 minuti.
- 2011: Baithe Hain Rahguzar Par. 4 minuti.
- 2011: Aye Gham-E-Dil Kya Karoon. 7 minuti.
- 2011: Chori Chori Solah Shringar Karoongi. 6 minuti.
- 2011: Raat Akeli Hai. 6 minuti.
- 2011: Aankhon Se Jo Utri Hai Dil Mein. 4 minuti.
- 2011: Tere Khayalon Mein Hum. 4 minuti.
- 2011: Jaiye Aap Kahan Jayenge. 7 minuti.
- 2011: Zahar Detai Hai Mujhe Koi. 6 minuti.
- 2011: Mud Mud Ke Na Dekh. 6 minuti.
- 2011: Koi Aaye Dhakan Kahti Hau. 4 minuti.
- 2011: Thodi Der Ke Liye Mere Ho Jao. 4 minuti.
- 2011: Poocho Na Humen Hum Unke Liye. 4 minuti.
- 2011: Jhumka Gira Re. 4 minuti.
- 2011: Ina Mina Dika. 4 minuti.
- 2011: Hum Tere Bin Jee Na Sakenge. 4 minuti.
- 2011: Haule Haule Chalo Mere Saajna. 5 minuti.
- 2011: Hare Kanch Ki Chooriyan. 5 minuti.
- 2011: Hone Lagi Hai Raat Jawan. 6 minuti.
- 2011: Chura Liya Hai Tumne Jo Dil Ko. 7 minuti.
- 2011: Apne Dil Mein Jagah Dijiye. 5 minuti.
- 2011: Chain Se Humko Kabhi. 4 minuti.
- 2011: Compression Ladies of the Chorus de Phil Karlson. 3 minuti.
- 2011: Compression We're Not Married ! de Edmund Goulding. 1 minuto.
- 2011: Compression Don't Bother to Knock de Roy Ward Baker. 4 minuti.
- 2011: Compression Gentlemen Prefer Blondes de Howard Hawks. 5 minuti.
- 2011: Compression How to Marry a Millionaire de Jean Negulesco. 5 minuti.
- 2011: Compression River of No Return de Otto Preminger. 5 minuti.
- 2011: Compression There's No Business Like Show Business de Walter Lang. 6 minuti.
- 2011: Compression The Seven Year Itch de Billy Wilder. 5 minuti.
- 2011: Compression Bus Stop de Joshua Logan. 5 minuti.
- 2011: Compression The Prince and the Showgirl de Laurence Olivier. 6 minuti.
- 2011: Compression Some Like It Hot de Billy Wilder. 6 minuti.
- 2011: Compression Let's Make Love de George Cukor. 6 minuti.
- 2011: Compression The Misfits de John Huston. 6 minuti.
- 2011: Compression Something's Got to Give de George Cukor. 2 minuti.
- 2011: Cinématon or not Cinématon. 4 minuti.
- 2012: Revolution (Carnet filmé : 18 dicembre 2011 - 5 febbraio 2012). 1 ora 33 minuti.
- 2012: Filmeur filmé filmant. 5 minuti.
- 2012: Les Malheurs de Raoul Walsh. 10 minuti.
- 2012: Inventaire filmé des rues de Lyon (7ème arrondissement). 1 ora 33 minuti.
- 2012: Inventaire filmé des places de Lyon (7ème arrondissement). 22 minuti.
- 2012: Philippe Garrel à Digne (Premier voyage) (trailer). 4 minuti.
- 2012: Philippe Garrel à Digne (Second voyage) (trailer). 3 minuti.
- 2012: La Flamme (Carnet filmé : 20 febbraio 2012 - 16 marzo 2012). 1 ora 10 minuti.
- 2012: Master Class (Carnet filmé : 7 marzo 2012 - 14 marzo 2012). 2 ore 17 minuti.
- 2012: Oui, Monsieur Abbas Kiarostami, ceci aurait pu être votre Cinématon. 4 minuti.
- 2012: Sara. 4 minuti.
- 2012: Dubaï for ever (Carnet filmé : 10 aprile 2012 - 11 aprile 2012). 1 ora 41 minuti.
- 2012: Autopsie d'une interview à Dubaï (Carnet filmé : 12 aprile 2012 - 13 aprile 2012). 1 ora 6 minuti.
- 2012: Des Cinématon dans le désert (Carnet filmé : 13 aprile 2012 - 14 aprile 2012). 1 ora 21 minuti.
- 2012: Salah Sermini explique et analyse les Cinématon à Dubaï (Carnet filmé : 15 aprile 2012). 1 ora 6 minuti.
- 2012 :Salah Sermini, Cinématon et Dubaï (Carnet filmé : 11 aprile 2012 – 15 aprile 2012) 1 ora 44 minuti.
- 2012: Abbas Kiarostami à Dubaï (Carnet filmé : 16 aprile 2012). 1 ora 8 minuti.
- 2012: La Cérémonie de clôture du Gulf Film Festival de Dubaï (Carnet filmé : 16 aprile 2012). 44 minuti.
- 2012: 5 Jours à Buenos Aires : premier et deuxième jour (Carnet filmé : 19 aprile 2012 - 20 aprile 2012). 1 ora 41 minuti.
- 2012: 5 Jours à Buenos Aires : troisième jour (Carnet filmé : 21 aprile 2012). 1 ora 48 minuti.
- 2012: 5 Jours à Buenos Aires : quatrième et cinquième jour (Carnet filmé : 22 aprile 2012 - 23 aprile 2012). 1 ora 21 minuti.
- 2012: Sang, sueur et or noir à Bakou. 5 minuti.
- 2012: In Memoriam Marcel Hanoun. 5 minuti.
- 2012: In Memoriam Marilyn. 5 minuti.
- 2012: La Nuit claire de Marcel Hanoun par Gérard Courant. 12 minuti.
- 2012: Les funérailles de Marcel Hanoun au Père-Lachaise à Paris (Carnet filmé : 3 ottobre 2012). 29 minuti.
- 2012: Pourquoi préserver un espace vert quand on peut bétonner ? 14 minuti.
- 2012: Compression Le bonheur d'Alexandre Medvedkine. 3 minuti.
- 2012: Le Coeur d'une année (Carnet filmé : 27 aprile 2012 – 9 ottobre 2012). 1 ora 54 minuti.
- 2012: Conversation avec Nanako Tsukidate (Carnet filmé : 10 ottobre 2012). 1 ora 53 minuti.
- 2012: Toussaint en Bourgogne (Carnet filmé : 28 ottobre 2012 – 1er novembre 2012). 1 ora.
- 2012: Compression Finis Terrae de Jean Epstein. 3 minuti.
- 2012: Compression The Birth of a Nation de David W. Griffith. 7 minuti.
- 2012: Compression La jeune fille au carton au chapeau de Boris Barnet. 3 minuti.
- 2012: Compression Ivan le Terrible Partie I de Serguei Eisenstein. 4 minuti.
- 2012: Compression Ivan le Terrible Partie II de Serguei Eisenstein. 3 minuti.
- 2012: Le Marcheur de Pise (Carnet filmé : 29 novembre 2012). 1 ora 2 minuti.
- 2012: Pascal Pistone met en musique 20 Cinématon au cinéma Lanteri de Pise (Carnet filmé : 30 novembre 2012). 1 ora 25 minuti.
- 2012: Le Tour de Pise (Carnet filmé : 28 novembre 2012 – 29 novembre 2012). 59 minuti.
- 2012: Escapade en Toscane (Carnet filmé : 30 novembre 2012 – 2 dicembre 2012). 1 ora 34 minuti.
- 2012: Retour à Dubaï (Carnet filmé : 7 dicembre 2012 – 9 dicembre 2012). 1 ora 30 minuti.
- 2012: La Cérémonie d'ouverture du Dubai International Film Festival (Carnet filmé : 9 dicembre 2012). 1 ora 35 minuti.
- 2012: Vive Dubaï (Carnet filmé : 10 dicembre 2012 – 13 dicembre 2012). 1 ora 34 minuti.
- 2012: Mission à Dubaï (Carnet filmé : 14 dicembre 2012 – 16 dicembre 2012). 1 ora 15 minuti.
- 2012: La Cérémonie de clôture du Dubai International Film Festival (Carnet filmé : 16 dicembre 2012). 1 ora 41 minuti.
- 2012: La Traversée de Dubaï (Carnet filmé : 17 dicembre 2012). 1 ora 13 minuti.
- 2012: Une nuit à Dubaï (Carnet filmé : 17 dicembre 2012 – 18 dicembre 2012). 1 ora.
- 2012: Straub Godard: Nordon se rebiffe (Carnet filmé : 26 dicembre 2012). 1 ora 39 minuti.
- 2012: Étoiles ivres. 40 minuti.
- 2012: Naina Hain Pyase Mere. 4 minuti.
- 2012: Sapna Mera Toot Gaya. 5 minuti.
- 2012: Chhum Chuum Ghungroo Bole. 4 minuti.
- 2012: Aaiye Meherbaan. 5 minuti.
- 2012: Un Cinématon vaut mieux deux que tu l'auras. 4 minuti.
- 2012: Semur-en-Auxois vu par Gérard Courant I (Carnet filmé : 29 ottobre 1992 - 24 dicembre 1992) 1 ora 44 minuti.
- 2013: BB + BB. 1 ora 33 minuti.
- 2013: BB + Marilyn = Vadim + Preminger. 1 ora 33 minuti.
- 2013: BB + Marilyn = Godard + Preminger. 1 ora 33 minuti.
- 2013: Qui donc t’a frappé ? (Carnet filmé : 29 marzo 2013). 50 minuti.
- 2013: L’Étendue et le Temps. 29 minuti.
- 2013: Dernière vague (Carnet filmé : 24 dicembre 2012 – 31 marzo 2013). 1 ora 43 minuti.
- 2013: Ecce Terra (Carnet filmé : 11 aprile 2013 – 14 aprile 2013). 1 ora 30 minuti.
- 2013: Joseph Morder tourne La Duchesse de Varsovie (Carnet filmé : 10 giugno 2013). 1 ora 25 minuti.
- 2013: Marches bourguignonnes : Semur-en-Auxois, Dijon, Avallon (Carnet filmé : 21 giugno 2013 - 23 giugno 2013). 1 ora 31 minuti.
- 2013: Promenade dans les lieux de mes vacances enfantines bourcaines (Carnet filmé : 26 luglio 2013). 45 minuti.
- 2013: Promenade dans les lieux de mes vacances enfantines valentinoises (Carnet filmé : 26 luglio 2013). 1 ora 4 minuti.
- 2013: Notes Lyonnaises IV (2012-2013) (Carnet filmé : 26 giugno 2012 – 15 agosto 2013). 2 ore 9 minuti.
- 2013: Seulement Lyon (Carnet filmé : 15 agosto 2013). 1 ora 4 minuti.
- 2013: Compression Die Nibelungen Partie I Siegfried de Fritz Lang. 6 minuti.
- 2013: Compression Die Nibelungen Partie II Kriemhilds rache de Fritz Lang. 5 minuti.
- 2013: Compression Sunrise de Friedrich Wilhelm Murnau. 4 minuti.
- 2013: Compression Du skal aere din hustru de Carl Theodor Dreyer. 5 minuti.
- 2013: Compression Olympia Partie I Fest der völker de Leni Riefenstahl. 5 minuti.
- 2013: Compression Olympia Partie II Fest der schönheit de Leni Riefenstahl. 4 minuti.
- 2013: Compression Le roman d'un tricheur de Sacha Guitry. 3 minuti.
- 2013: Compression Le Trou de Jacques Becker. 5 minuti.
- 2013: Compression Tih Minh de Louis Feuillade. 17 minuti.
- 2013: Vive Groland (Journal du FIFIGROT 2013) (Carnet filmé : 17 settembre 2013 – 22 settembre 2013). 1 ora 43 minuti.
- 2013: Visite officielle avec parade du Président Grolandais Salengro à Toulouse (Carnet filmé : 21 settembre 2013). 1 ora 16 minuti.
- 2013: La Cérémonie de clôture du FIFIGROT 2013 (Carnet filmé : 22 settembre 2013). 1 ora 33 minuti.
- 2013: Une plage, un concours, une cérémonie et Zoé Chantre (Carnet filmé : 27 settembre 2013 – 28 settembre 2013). 1 ora 17 minuti.
- 2013: Vincent Dieutre et Sacha Guitry à Olonne-sur-mer (Carnet filmé : 28 settembre 2013). 1 ora 15 minuti.
- 2013: Ari et Alain. 4 minuti.
- 2013: Ari Boulogne X 3. 4 minuti.
- 2013: Ari Boulogne à Fontenay-aux-Roses. 4 minuti.
- 2013: Poussières d'été Poussières d'automne (Carnet filmé : 14 giugno 2013 - 14 novembre 2013). 1 ora 5 minuti.
- 2013: La Chute de Vincent Nordon (Carnet filmé : 5 novembre 2013). 1 ora 25 minuti.
- 2013: Ceci n'est pas le Cinématon de Vincent Nordon. 4 minuti.
- 2013: In Memoriam Bernadette Lafont (Carnet filmé : 6 dicembre 2013). 1 ora.
- 2013: Lyon, autopsie d'une grande ville (Inventaire des rues du 1er arrondissement). 1 ora 27 minuti.
- 2013: Lyon, autopsie d'une grande ville (Inventaire des rues du 2ème arrondissement). 1 ora 12 minuti.
- 2013: Lyon, autopsie d'une grande ville (Inventaire des rues du 3ème arrondissement). 2 ore 7 minuti.
- 2013: Lyon, autopsie d'une grande ville (Inventaire des rues du 4ème arrondissement). 1 ora 05 minuti.
- 2013: Lyon, autopsie d'une grande ville (Inventaire des rues du 5ème arrondissement). 1 ora 25 minuti.
- 2013: Lyon, autopsie d'une grande ville (Inventaire des rues du 6ème arrondissement). 59 minuti.
- 2013: Lyon, autopsie d'une grande ville (Inventaire des rues du 7ème arrondissement). 1 ora 35 minuti.
- 2013: Lyon, autopsie d'une grande ville (Inventaire des rues du 8ème arrondissement). 1 ora 35 minuti.
- 2013: Lyon, autopsie d'une grande ville (Inventaire des rues du 9ème arrondissement). 1 ora 43 minuti.
- 2013: Lyon, autopsie d'une grande ville (Inventaire des places, squares, parcs et jardins du 1er arrondissement). 21 minuti.
- 2013: Lyon, autopsie d'une grande ville (Inventaire des places, squares, parcs et jardins du 2ème arrondissement). 21 minuti.
- 2013: Lyon, autopsie d'une grande ville (Inventaire des places, squares, parcs et jardins du 3ème arrondissement). 26 minuti.
- 2013: Lyon, autopsie d'une grande ville (Inventaire des places, squares, parcs et jardins du 4ème arrondissement). 18 minuti.
- 2013: Lyon, autopsie d'une grande ville (Inventaire des places, squares, parcs et jardins du 5ème arrondissement). 30 minuti.
- 2013: Lyon, autopsie d'une grande ville (Inventaire des places, squares, parcs et jardins du 6ème arrondissement). 14 minuti.
- 2013: Lyon, autopsie d'une grande ville (Inventaire des places, squares, parcs et jardins du 7ème arrondissement). 24 minuti.
- 2013: Lyon, autopsie d'une grande ville (Inventaire des places, squares, parcs et jardins du 8ème arrondissement). 21 minuti.
- 2013: Lyon, autopsie d'une grande ville (Inventaire des places, squares, parcs et jardins du 9ème arrondissement). 23 minuti.
- 2014: Compression L'Amour fou de Jacques Rivette. 10 minuti.
- 2014: Compression Le Soulier de satin de Manoel de Oliveira. 17 minuti.
- 2014: Compression La Maman et la putain de Jean Eustache. 9 minuti.
- 2014: Compression L'Arbre mort de Joseph Morder. 4 minuti.
- 2014: Retour à Nice (Carnet filmé : 17 gennaio 2014 – 18 gennaio 2014). 1 ora 35 minuti.
- 2014: Le Journal de Joseph M à Nice (Carnet filmé : 18 gennaio 2014). 45 minuti.
- 2014: L'Arbre mort de Joseph Morder à Nice (Carnet filmé : 18 gennaio 2014). 1 ora 8 minuti.
- 2014: Sous le ciel de Nice (Carnet filmé : 19 gennaio 2014 – 20 gennaio 2014). 1 ora 14 minuti.
- 2014: Compression de Retour à Nice. 4 minuti.
- 2014: Compression de Sous le ciel de Nice. 3 minuti.
- 2014: Compression Playtime de Jacques Tati. 5 minuti.
- 2014: Compression Un condamné à mort s'est échappé de Robert Bresson. 4 minuti.
- 2014: Compression India Song de Marguerite Duras. 5 minuti.
- 2014: Compression La Dérive de Paula Delsol. 4 minuti.
- 2014: Compression La Pointe courte d'Agnès Varda. 3 minuti.
- 2014: Compression Les Anges du péché de Robert Bresson. 4 minuti.
- 2014: Compression Les Dames du bois de Boulogne de Robert Bresson. 4 minuti.
- 2014: Compression Agatha et les lectures illimitées de Marguerite Duras. 4 minuti.
- 2014: Compression L'Année dernière à Marienbad d'Alain Resnais. 4 minuti.
- 2014: Compression Le Charme discret de la bourgeoisie de Luis Buñuel. 4 minuti.
- 2014: Hivers (Carnet filmé : 21 dicembre 2013 - 23 febbraio 2014). 1 ora 41 minuti.
- 2014: Compression Piège de Jacques Baratier. 3 minuti.
- 2014: Compression Les Idoles de Marc’O. 4 minuti.
- 2014: Compression La Salamandre d'Alain Tanner. 4 minuti.
- 2014: Compression Tricheurs de Barbet Schroeder. 4 minuti.
- 2014: Compression Le Pont du Nord de Jacques Rivette. 5 minuti.
- 2014: Compression Duelle de Jacques Rivette. 5 minuti.
- 2014: Bande-annonce de Cinématon. 4 minuti.
- 2014: Lâzward. 1 heure 20 minuti.
- 2014: Les Aventures d'Eddie Turley IV. 1 ora 30 minuti.
- 2014: Dans la fraîcheur des brumes orgueilleuses (Carnet filmé : 26 febbraio 2014 - 2 aprile 2014). 1 ora 9 minuti.
- 2014: Vincent Nordon, les intellectuels et le cinéma (Carnet filmé : 1º marzo 2014). 1 ora 19 minuti.
- 2014: Maîtres et mystères (Carnet filmé : 2 aprile 2014). 1 ora 14 minuti.
- 2014: N'aurai-je aucun salut de toi ? (Carnet filmé : 18 aprile 2014). 48 minuti.
- 2014: Pâques en Rhône-Alpes (Carnet filmé : 17 aprile 2014 - 21 aprile 2014). 1 ora 55 minuti.
- 2014: Les Chutes de Semur-en-Auxois (Carnet filmé : 31 maggio 2006 - 20 giugno 2014). 1 ora 4 minuti.
- 2014: Les Fantômes de Vincent Nordon (Carnet filmé : 21 giugno 2014). 2 ore 2 minuti.
- 2014: Andy Warhol, Gregory Markopoulos et Cinématon au Jeu de Paume (Carnet filmé : 1º luglio 2014). 47 minuti.
- 2014: Raphaël Bassan présente son livre « Cinéma expérimental Abécédaire pour une contre-culture » (Carnet filmé : 2 luglio 2014). 50 minuti.
- 2014: Rencontre avec Joseph Morder à la boutique Potemkine pour la ressortie en DVD de « El Cantor » (Carnet filmé : 3 luglio 2014). 30 minuti.
- 2014: Inventaire filmé des rues et places de Semur-en-Auxois. 1 ora 24 minuti.
- 2014: Kali. 1 ora 17 minuti.
- 2014: Sarasvati. 1 ora 25 minuti.
- 2014: L'Agonie des arabesques. 5 minuti.
- 2014: Les Aventures d'Eddie Turley V. 1 ora 30 minuti.
- 2014: Les Chutes de Semur-en-Auxois (Carnet filmé : 31 maggio 2006 – 20 giugno 2014). 1 ora 4 minuti.
- 2014: On dirait qu'il va faire beau (Carnet filmé : 1er giugno 2014 – 30 agosto 2014). 1 ora 43 minuti.
- 2014: Compression Le Navire Night de Marguerite Duras. 4 minuti.
- 2014: Compression Aurélia Steiner (Vancouver) de Marguerite Duras. 2 minuti.
- 2014: Compression Césarée de Marguerite Duras. 1 minuto.
- 2014: Compression Les Mains négatives de Marguerite Duras. 1 minuto.
- 2014: Compression Nathalie Granger de Marguerite Duras. 3 minuti.
- 2014: Compression Les Enfants de Marguerite Duras. 4 minuti.
- 2014: Compression Hiroshima mon amour de Alain Resnais. 4 minuti.
- 2014: Compression Nuit et brouillard de Alain Resnais. 2 minuti.
- 2014: Compression Muriel de Alain Resnais. 5 minuti.
- 2014: Compression La Guerre est finie de Alain Resnais. 5 minuti.
- 2014: Compression Je t'aime, je t'aime de Alain Resnais. 4 minuti.
- 2014: L'Humour fou de Jacques Rivette. 2 minuti.
- 2014: Le Cinématon pirate de Nelly Kaplan. 4 minuti.
- 2014: L'Autre Cinématon de Nelly Kaplan. 4 minuti.
- 2014: L'Annexion de l'Occitanie par Groland (Journal du FIFIGROT 2014) (Carnet filmé : 18 settembre 2014 – 21 settembre 2014). 1 ora 54 minuti.
- 2014: Fanchon Daemers chante la révolte et l'insoumission au FIFIGROT 2014 (Carnet filmé : 18 settembre 2014). 1 ora 44 minuti.
- 2014: La Parade du Président Salengro à Toulouse pour célébrer l'annexion de l'Occitanie par Groland (Carnet filmé : 19 settembre 2014). 1 ora 17 minuti.
- 2014: Polar à Groland (Carnet filmé : 20 settembre 2014). 1 ora 1 minuto.
- 2014: La Conférence de presse et la cérémonie de clôture du FIFIGROT 2014 (Carnet filmé : 19 settembre 2014 – 21 settembre 2014). 1 ora 12 minuti.
- 2014: Octobre 2014 à Paris (Carnet filmé : 5 ottobre 2014 - 26 ottobre 2014). 1 ora 53 minuti.
- 2014: Le Voyage à Milan (Carnet filmé : 30 ottobre 2014 – 1er novembre 2014). 1ora 1 minuto.
- 2014: Les Cinématons à Milan (Carnet filmé : 31 ottobre 2014). 1 ora 23 minuti.
- 2014: Au service de Jean-Christophe Averty mode Jarry (Carnet filmé : 22 novembre 2014). 1 ora 7 minuti.
- 2014: Au service de Jean-Christophe Averty mode Shakespeare (Carnet filmé : 22 novembre 2014). 1 ora 7 minuti.
- 2014: L'Automne en fuite (Carnet filmé : 10 novembre 2014 – 31 dicembre 2014). 1 ora 10 minuti.
- 2014: Vincent Nordon de Selongey (Carnet filmé : 26 dicembre 2014). 29 minuti.
- 2015: Compression Whirlpool de Otto Preminger. 4 minuti.
- 2015: Compression The Razor's Edge d'Edmund Goulding. 6 minuti.
- 2015: Compression Strange Bedfellows de Melvin Frank. 4 minuti.
- 2015: Compression The Return of Frank James de Fritz Lang. 4 minuti.
- 2015: Compression Belle Starr de Irving Cummings. 4 minuti.
- 2015: Compression Sundown de Henry Hathaway. 4 minuti.
- 2015: Compression Tobacco Road de John Ford. 3 minuti.
- 2015: Compression The Shangai Gesture de Josef von Sternberg. 4 minuti.
- 2015: Compression Hudson's Bay de Irving Pichel. 4 minuti.
- 2015: Compression Four Men in the Raft de Orson Welles. 2 minuti.
- 2015: Compression Rings on Her Fingers de Rouben Mamoulian. 4 minuti.
- 2015: Compression Son of Fury:The Story of Benjamin Blake de John Cromwell. 4 minuti.
- 2015: Compression Thunder Birds de William A. Wellman. 3 minuti.
- 2015: Compression China Girl de Henry Hathaway. 4 minuti.
- 2015: Compression Ossessione de Luchino Visconti. 6 minuti.
- 2015: Compression Heaven Can Wait de Ernst Lubitsch. 4 minuti.
- 2015: Compression Laura de Otto Preminger. 4 minuti.
- 2015: Compression Roma città aperta de Roberto Rossellini. 4 minuti.
- 2015: Compression A Bell For Adano de Henry King. 4 minuti.
- 2015: Compression Leave Her to Heaven de John Stahl. 4 minuti.
- 2015: Compression L'elisir d'amore de Mario Costa. 3 minuti.
- 2015: Compression Sciuscià de Vittorio De Sica. 3 minuti.
- 2015: Compression Paisà de Roberto Rossellini. 5 minuti.
- 2015: Compression Dragonwyck de Joseph L. Mankiewicz. 4 minuti.
- 2015: Compression The Pleasure Seekers de Jean Negulesco. 5 minuti.
- 2015: Compression Way of a Gaucho de Jacques Tourneur. 4 minuti.
- 2015: Compression Il delitto di Giovanni Episcopo d'Alberto Lattuada. 4 minuti.
- 2015: Compression L'onorevole Angelina de Luigi Zampa. 4 minuti.
- 2015: Compression A Man About the House de Leslie Arliss. 4 minuti.
- 2015: Compression The Ghost and Mrs. Muir de Joseph L. Mankiewicz. 4 minuti.
- 2015: Compression Pagliacci de Mario Costa. 3 minuti.
- 2015: Compression Follie per l'opera de Mario Costa. 4 minuti.
- 2015: Compression Ladri di biciclette de Vittorio De Sica. 4 minuti.
- 2015: Compression La terra trema de Luchino Visconti. 6 minuti.
- 2015: Compression Germania anno zero de Roberto Rossellini. 3 minuti.
- 2015: Compression La città dolente de Mario Bonnard. 4 minuti.
- 2015: Compression That Wonderful Urge de Robert B. Sinclair. 3 minuti.
- 2015: Compression The Iron Curtain de William A. Wellman. 3 minuti.
- 2015: Compression Campane a martello de Luigi Zampa. 3 minuti.
- 2015: Compression La sposa non può attendere de Gianni Franciolini. 3 minuti.
- 2015: Compression Riso amaro de Giuseppe de Santis. 4 minuti.
- 2015: Compression Cielo sulla palude de Augusto Genina. 4 minuti.
- 2015: Compression Black Widow de Nunnally Johnson. 4 minuti.
- 2015: Compression Cuori senza frontiere de Luigi Zampa. 3 minuti.
- 2015: Compression Miss Italia de Duilio Coletti. 4 minuti.
- 2015: Compression Vita da cani de Mario Monicelli et Steno. 4 minuti.
- 2015: Compression Stromboli (Terra di Dio) de Roberto Rossellini. 4 minuti.
- 2015: Compression Luci del varietà de Federico Fellini et Alberto Lattuada. 4 minuti.
- 2015: Compression Alina de Giorgio Pàstina. 3 minuti.
- 2015: Compression Night and the City de Jules Dassin. 4 minuti.
- 2015: Compression Where the Sidewalk Ends de Otto Preminger. 4 minuti.
- 2015: Compression Achtung! Banditi! de Carlo Lizzani. 4 minuti.
- 2015: Compression Miracolo a Milano de Vittorio De Sica. 4 minuti.
- 2015: Compression Enrico Caruso, leggenda di una voce de Giacomo Gentilomo. 4 minuti.
- 2015: Compression La città si difende de Pietro Germi. 3 minuti.
- 2015: Compression The Mating Season de Mitchell Leisen. 4 minuti.
- 2015: Compression On the Riviera de Walter Lang. 4 minuti.
- 2015: Compression The Secret of Convict Lake de Michael Gordon. 3 minuti.
- 2015: Compression Close to My Heart de William Keighley. 4 minuti.
- 2015: Compression Fanfan la tulipe de Christian-Jaque. 4 minuti.
- 2015: Compression Altri tempi d'Alessandro Blasetti. 5 minuti.
- 2015: Compression Les Belles de nuit de René Clair. 3 minuti.
- 2015: Compression Moglie per una notte de Mario Camerini. 3 minuti.
- 2015: Compression Totò a colori de Steno. 4 minuti.
- 2015: Compression Lo sceicco bianco de Federico Fellini. 4 minuti.
- 2015: Compression Plymouth Adventure de Clarence Brown. 4 minuti.
- 2015: Compression Beat the Devil de John Huston. 4 minuti.
- 2015: Compression La provinciale de Mario Soldati. 5 minuti.
- 2015: Compression Le infedeli de Mario Monicelli et Steno. 4 minuti.
- 2015: Compression Pane, amore e fantasia de Luigi Comencini. 4 minuti.
- 2015: Compression I vitelloni de Federico Fellini. 4 minuti.
- 2015: Compression Never Let Me Go de Delmer Daves. 4 minuti.
- 2015: Compression Personal Affair de Anthony Pelissier. 3 minuti.
- 2015: Compression Pane, amore e gelosia de Luigi Comencini. 4 minuti.
- 2015: Compression La romana de Luigi Zampa. 4 minuti.
- 2015: Compression Viaggio in Italia de Roberto Rossellini. 3 minuti.
- 2015: Compression Il maestro di Don Giovanni de Milton Krims. 4 minuti.
- 2015: Compression Le Grand jeu de Robert Siodmak. 4 minuti.
- 2015: Compression Boum sur Paris de Maurice de Canonge. 4 minuti.
- 2015: Compression The Egyptian de Michael Curtiz. 6 minuti.
- 2015: Compression La donna più bella del mondo de Robert Z. Leonard. 4 minuti.
- 2015: Compression The Left Hand of God de Edward Dmytryk. 4 minuti.
- 2015: Compression Notre-Dame de Paris de Jean Delannoy. 5 minuti.
- 2015: Compression Trapeze de Carol Reed. 4 minuti.
- 2015: Compression Anna di Brooklyn de Vittorio De Sica et Carlo Lastricati. 4 minuti.
- 2015: Compression Portrait of Gina de Orson Welles. 1 minuto.
- 2015: Compression Solomon and Sheba de King Vidor. 6 minuti.
- 2015: Compression Never so Few de John Sturges. 5 minuti.
- 2015: Compression La Loi de Jules Dassin. 5 minuti.
- 2015: Compression Go Naked in the World de Ranald MacDougall et Charles Walters. 4 minuti.
- 2015: Compression Come September (Rendez-vous de septembre) de Robert Mulligan. 5 minuti.
- 2015: Compression La bellezza di Ippolita de Giancarlo Zagni. 4 minuti.
- 2015: Compression Advise and Consent de Otto Preminger. 6 minuti.
- 2015: Compression Mare matto de Renato Castellani. 5 minuti.
- 2015: Compression Vénus impériale de Jean Delannoy. 6 minuti.
- 2015: Compression Woman of Straw de Basil Dearden. 5 minuti.
- 2015: Compression Le bambole de Dino Risi, Franco Rossi, Luigi Comencini et Mauro Bolognini. 4 minuti.
- 2015: Compression Le piacevoli notti de Armando Crispino et Luciano Lucignani. 5 minuti.
- 2015: Compression Io, io, io... e gli altri de Alessandro Blasetti. 4 minuti.
- 2015: Compression Les Sultans de Jean Delannoy. 4 minuti.
- 2015: Compression Buona sera, Mrs. Campbell de Melvin Frank. 5 minuti.
- 2015: Compression Les Aventures extraordinaires de Cervantes de Vincent Sherman. 5 minuti.
- 2015: Compression The Private Navy of Sgt. O'Farrell de Frank Tashlin. 4 minuti.
- 2015: Compression Un bellissimo novembre de Mauro Bolognini. 4 minuti.
- 2015: Compression La morte ha fatto l'uovo de Giulio Questi. 4 minuti.
- 2015: Compression El hombre de Rio Malo de Gene Martin. 4 minuti.
- 2015: Compression King, Queen, Knave de Jerzy Skolimowski. 4 minuti.
- 2015: Compression Le avventure di Pinocchio de Luigi Comencini (version cinéma). 5 minuti.
- 2015: Compression Le avventure di Pinocchio de Luigi Comencini (version série TV). 13 minuti.
- 2015: Compression Les Cent et une nuits de Simon Cinéma d'Agnès Varda. 4 minuti.
- 2015: Compression Box Office 3D - Il film dei film de Ezio Greggio. 4 minuti.
- 2015: Compression La romana de Giuseppe Patroni Griffi. 7 minuti.
- 2015: Le Cinéma Le Trianon de Verneuil-sur-Avre célèbre Juliet Berto (Carnet filmé : 8 marzo 2015). 49 minuti.
- 2015: Valence-Burzet-Valence (Carnet filmé : 2 aprile 2015 - 4 aprile 2015). 40 minuti.
- 2015: Mais d'où viens-tu donc ? (Carnet filmé : 3 aprile 2015). 1 ora 7 minuti.
- 2015: La Cinémathèque de Bourgogne présente Ladislas Starewitch (Carnet filmé : 22 aprile 2015). 1 ora 9 minuti.
- 2015: La Cinémathèque de Bourgogne montre Ladislas Starewitch au cinéma Eldorado de Dijon (Carnet filmé : 23 aprile 2015). 55 minuti.
- 2015: Hervé Aubron analyse Ladislas Starewitch (Carnet filmé : 23 aprile 2015). 1 ora 14 minuti.
- 2015: La conservation et la restauration des films de Ladislas Starewitch (Carnet filmé : 24 aprile 2015). 1 ora 30 minuti.
- 2015: Jean Douchet et Hervé Aubron dialoguent sur Ladislas Starewitch (Carnet filmé : 24 aprile 2015). 1 ora 22 minuti.
- 2015: Jacques Cambra met en musique Ladislas Starewitch (Carnet filmé : 24 aprile 2015). 1 ora 31 minuti.
- 2015: Jean Douchet analyse Vampyr de Carl Theodor Dreyer au cinéma Eldorado de Dijon (Carnet filmé : 24 aprile 2015). 42 minuti.
- 2015: La Famille Starewitch en Bourgogne (Carnet filmé : 22 aprile 2015 – 25 aprile 2015). 1 ora 11 minuti.
- 2015: L'Inventaire filmé des rues du 7ème arrondissement de Lyon à la Maison Internationale des Langues et des Cultures de Lyon (Carnet filmé : 7 maggio 2015). 1 ora 24 minuti.
- 2015: Printemps capricieux (Carnet filmé : 7 maggio 2015 - 9 giugno 2015). 1 ora 32 minuti.
- 2015: L'Homme atlantique de Marguerite Duras à Pantin (Carnet filmé : 13 giugno 2015). 44 minuti.
- 2015: L'Inventaire filmé des rues du 2ème arrondissement de Lyon aux Archives Municipales de Lyon (Carnet filmé : 30 giugno 2015). 55 minuti.
- 2015: Canicule à Lyon (Carnet filmé : 30 giugno 2015 - 1º luglio 2015). 1 ora 13 minuti.
- 2015: Été studieux (Carnet filmé : 18 luglio 2015 - 8 settembre 2015). 1 ora 31 minuti.
- 2015: Nicoletta Braschi et Roberto Benigni. 4 minuti.
- 2015: Jean-Marie Straub et Danièle Huillet. 4 minuti.
- 2015: Joseph Morder X 5 Cinématons I. 4 minuti.
- 2015: Joseph Morder X 5 Cinématons II. 4 minuti.
- 2015: Salah Sermini X 3 Cinématons I. 4 minuti.
- 2015: Salah Sermini X 3 Cinématons II. 4 minuti.
- 2015: Gérard Courant X 2 Cinématons I. 4 minuti.
- 2015: Gérard Courant X 2 Cinématons II. 4 minuti.
- 2015: Compression Aurélia Steiner (Melbourne) de Marguerite Duras. 2 minuti.
- 2015: Le Cinématon que j'ai failli faire de Benoît Poelvoorde. 4 minuti.
- 2015: Le Cinématon que j'aurais dû faire de Benoît Poelvoorde. 2 minuti.
- 2015: Le Cinématon que je n'ai pas fait de Benoît Poelvoorde. 3 minuti.
- 2015: Cher André S. Labarthe (Coréalisation : Jean Douchet). 5 minuti.
- 2015: Jean-Henri Meunier, Jean-Marc Rouillan et Noël Godin mettent le feu au FIFIGROT 2015 (Carnet filmé : 17 settembre 2015). 21 minuti.
- 2015: Benoît Poelvoorde à la conférence de presse du FIFIGROT 2015 (Carnet filmé : 18 settembre 2015). 46 minuti.
- 2015: Le Bain de foule du Président Grolandais Salengro à Toulouse pour la distribution des eugros au peuple Groccitan (Carnet filmé : 19 settembre 2015). 1 ora 38 minuti.
- 2015: Benoît Poelvoorde à la cérémonie de clôture du FIFIGROT 2015 (Carnet filmé : 20 settembre 2015). 36 minuti.
- 2015: Voyage en Groccitanie (Journal du FIFIGROT 2015) (Carnet filmé : 17 settembre 2015 - 20 settembre 2015). 1 ora 54 minuti.
- 2015: Samawah Year Zero I (inglese). 4 minuti.
- 2015: Samawah, Year Zero I (araba). 4 minuti.
- 2015: Samawah, Year Zero II (inglese). 4 minuti.
- 2015: Samawah, Year Zero II (araba). 4 minuti.
- 2015: Samawah, Year Zero III (inglese). 4 minuti.
- 2015: Samawah, Year Zero III (araba). 4 minuti.
- 2015: Compression Détruire dit-elle de Marguerite Duras. 4 minuti.
- 2015: Compression Le Camion de Marguerite Duras. 4 minuti.
- 2015: Compression Le Petit soldat de Jean-Luc Godard. 4 minuti.
- 2015: Compression Une femme est une femme de Jean-Luc Godard. 4 minuti.
- 2015: Compression Les Carabiniers de Jean-Luc Godard. 4 minuti.
- 2015: Compression Bande à part de Jean-Luc Godard. 4 minuti.
- 2015: Compression Une femme mariée de Jean-Luc Godard. 4 minuti.
- 2015: Compression Pierrot le fou de Jean-Luc Godard. 4 minuti.
- 2015: Compression Masculin féminin de Jean-Luc Godard. 4 minuti.
- 2015: Compression Made In USA de Jean-Luc Godard. 4 minuti.
- 2015: Compression La Chinoise de Jean-Luc Godard. 4 minuti.
- 2015: Compression Week-end de Jean-Luc Godard. 4 minuti.
- 2015: L'Âge d'or de Jean-Luc Godard. 57 minuti.
- 2015: Non omnis moriar (Carnet filmé : 5 ottobre 2015 – 7 dicembre 2015). 54 minuti.
- 2015: Compression Casque d'or de Jacques Becker. 4 minuti.
- 2015: Philippe Garrel vu par Jackie Raynal, Philippe Azoury et moi (Carnet filmé : 22 dicembre 2015). 1 ora 14 minuti.
- 2015: L'Exposition Philippe Garrel au MMCA de Séoul (Carnet filmé : 19 dicembre 2015 – 22 dicembre 2015). 27 minuti.
- 2015: Voyage à Séoul à l'occasion d'une rétrospective des films de Philippe Garrel (Carnet filmé : 18 dicembre 2015 – 24 dicembre 2015). 1 ora 58 minuti.
- 2015: Philippe Garrel à Séoul (Première Master Class) (Carnet filmé : 19 dicembre 2015). 2 ore 34 minuti.
- 2015: Philippe Garrel à Séoul (Seconde Master Class) (Carnet filmé : 23 dicembre 2015). 3 ore 30 minuti.
- 2016: Compression Lucia di Lammermoor de Piero Ballerini. 4 minuti.
- 2016: Compression Nostalghia d'Andrej Tarkovskij. 5 minuti.
- 2016: Compression La Femme du Gange de Marguerite Duras. 4 minuti.
- 2016: Jean Douchet et Philippe Garrel, la rencontre de Dijon (Carnet filmé : 7 marzo 2016). 1 ora 6 minuti.
- 2016: Compression Baxter, Vera Baxter de Marguerite Duras. 4 minuti.
- 2016: Ex tenebris lux (Carnet filmé : 19 marzo 2016 - 20 marzo 2016). 49 minuti.
- 2016: Qui lui dit sa route ? (Carnet filmé : 25 marzo 2016). 1 ora 5 minuti.
- 2016: Compression Amor non ho... però... però de Giorgio Bianchi. 4 minuti.
- 2016: Compression The Ten Commandments de Cecil B. DeMille. 6 minuti.
- 2016: Compression The King of Kings de Cecil B. DeMille. 7 minuti.
- 2016: Compression Carmen de Cecil B. DeMille. 3 minuti.
- 2016: Compression A Ticket to Tomahawk de Richard Sale. 4 minuti.
- 2016: Compression Home Town Story de Arthur Pierson. 3 minuti.
- 2016: Compression O. Henry's Full House (sketch : The Cop and the Anthem) de Henry Koster. 1 minuto.
- 2016: Compression Scudda Hoo! Scudda Hay! de F. Hugh Herbert. 3 minuti.
- 2016: Compression Monkey Business de Howard Hawks. 4 minuti.
- 2016: Compression All about Eve de Joseph L. Mankiewicz. 6 minuti.
- 2016: Compression The Asphalt Jungle de John Huston. 5 minuti.
- 2016: Compression Let's Make It Legal de Richard Sale. 3 minuti.
- 2016: Compression As Young As You Feel de Harmon Jones. 3 minuti.
- 2016: Compression Love Nest de Joseph M. Newman. 4 minuti.
- 2016: Compression Love Happy de David Miller. 4 minuti.
- 2016: Compression Dangerous Years de Arthur Pierson. 3 minuti.
- 2016: Compression Paulina s’en va d’André Téchiné. 4 minuti.
- 2016: Compression Céline et Julie vont en bateau de Jacques Rivette. 8 minuti.
- 2016: Compression Paris vu par de J. Douchet, J. Rouch, J.-D. Pollet, É. Rohmer, J.-L. Godard, C. Chabrol. 4 minuti.
- 2016: Compression Mariage de Claude Lelouch. 4 minuti.
- 2016: Compression Personne ne m’aime de Marion Vernoux. 4 minuti.
- 2016: Compression Georges qui ? de Michèle Rosier. 5 minuti.
- 2016: Compression Quelque part quelqu’un de Yannick Bellon. 4 minuti.
- 2016: Compression Jamais plus toujours de Yannick Bellon. 3 minuti.
- 2016: Compression Projection privée de François Leterrier. 4 minuti.
- 2016: Compression Die Dritte Generation de Rainer Werner Fassbinder. 4 minuti.
- 2016: Compression Belle toujours de Manoel de Oliveira. 3 minuti.
- 2016: Compression Rendez-vous à Bray d’André Delvaux. 4 minuti.
- 2016: Compression Le Gang des otages d’Édouard Molinaro. 4 minuti.
- 2016: Compression Nord de Xavier Beauvois. 4 minuti.
- 2016: Compression Candy Mountain de Robert Franck et Rudy Wurlitzer. 4 minuti.
- 2016: Compression Sérail d’Eduardo de Gregorio. 4 minuti.
- 2016: Compression La Mémoire courte d’Eduardo de Gregorio. 4 minuti.
- 2016: Compression La Vallée de Barbet Schroeder. 4 minuti.
- 2016: Compression La Bande des Quatre de Jacques Rivette. 7 minuti.
- 2016: Compression Nuit de chien de Werner Schroeter. 5 minuti.
- 2016: Compression Au coeur du mensonge de Claude Chabrol. 5 minuti.
- 2016: Compression N’oublie pas que tu vas mourir de Xavier Beauvois. 5 minuti.
- 2016: Compression Bord de mer de Julie Lopes-Curval. 4 minuti.
- 2016: Compression Deux de Werner Schroeter. 5 minuti.
- 2016: Compression Bienvenue au gîte de Claude Duty. 4 minuti.
- 2016: Compression Toutes ces belles promesses de Jean-Paul Civeyrac. 3 minuti.
- 2016: Compression Irma Vep d’Olivier Assayas. 4 minuti.
- 2016: Compression Les Petits ruisseaux de Pascal Rabaté. 3 minuti.
- 2016: Compression Out 1 : Noli me tangere de Jacques Rivette. 30 minuti.
- 2016: Compression Maîtresse de Barbet Schroeder. 5 minuti.
- 2016: Compression Les Stances à Sophie de Moshé Mizrahi. 4 minuti.
- 2016: Compression Accattone de Pier Paolo Pasolini. 5 minuti.
- 2016: Compression Clash by Night de Fritz Lang. 4 minuti.
- 2016: Compression Che cosa sono le nuvole de Pier Paolo Pasolini. 1 minuto.
- 2016: Compression Claro de Glauber Rocha. 5 minuti.
- 2016: Compression Hôtel du paradis de Jana Bokova. 5 minuti.
- 2016: Le Coeur de Lyon. 1 ora 3 minuti.
- 2016: L’Air de Lyon. 1 ora.
- 2016: Lyon au mois d’août. 1 ora 33 minuti.
- 2016: Le Faux Cinématon de Yolande Moreau et le vrai hommage à Christophe Salengro. 4 minuti.
- 2016: Censure et cinéma (Carnet filmé : 23 settembre 2016). 1 ora 50 minuti.
- 2016: Visite officielle avec parade des candidats présidentiels Nano Sarko et François Groland au FIFIGROT 2016 (Carnet filmé : 24 settembre 2016). 1 ora 20 minuti.
- 2016: Le Grand absent (Journal du FIFIGROT 2016) (Carnet filmé : 22 settembre 2016 – 25 settembre 2016). 2 ore 20 minuti.
- 2016: La Cérémonie de clôture du FIFIGROT 2016 (Carnet filmé : 25 settembre 2016). 30 minuti.
- 2016: Compression The Birds de Alfred Hitchcock. 5 minuti.
- 2016: Compression The Mighty Peking Man de Ho Meng-hua. 4 minuti.
- 2016: Compression La Femme et le pantin de Julien Duvivier. 4 minuti.
- 2016: Compression Babette s’en va-t-en guerre de Christian-Jaque. 4 minuti.
- 2016: Compression Dialogo di Roma de Marguerite Duras. 3 minuti.
- 2016: Compression Jeanne au bûcher de Roberto Rossellini. 3 minuti.
- 2016: Compression Son nom de Venise dans Calcutta désert de Marguerite Duras. 5 minuti.
- 2016: In Memoriam Donald Ranvaud. 1 minuto.
- 2016: Compression Encore heureux de Benoît Graffin. 4 minuti.
- 2016: Compression Pépé le Moko de Julien Duvivier. 4 minuti.
- 2016: Compression Dernier atout de Jacques Becker. 4 minuti.
- 2016: Compression Terra di fuoco de Marcel L’Herbier. 4 minuti.
- 2016: Compression L’assedio dell’Alcazar d’Augusto Genina. 4 minuti.
- 2016: Compression Gueule d’amour de Jean Grémillon. 4 minuti.
- 2016: Compression L’Assassin a peur la nuit de Jean Delannoy. 4 minuti.
- 2016: Compression La Femme que j’ai le plus aimée de Robert Vernay. 4 minuti.
- 2016: Compression Macao, l’enfer du jeu de Jean Delannoy. 4 minuti.
- 2016: Compression Naples au baiser de feu d’Augusto Genina. 4 minuti.
- 2016: Compression Si j’étais le patron de Richard Pottier. 4 minuti.
- 2016: Compression Don Quichotte de Georg Wilhelm Pabst. 3 minuti.
- 2016: Compression Le Sexe faible de Robert Siodmak. 3 minuti.
- 2016: Le Cyclo-cross international de Dijon (Carnet filmé : 1er novembre 2016). 42 minuti.
- 2016: Jean Epstein et Rossella Mezzina à Olonne-sur-Mer (Carnet filmé : 18 novembre 2016). 58 minuti.
- 2016: Anita Conti à Olonne-sur-Mer (Carnet filmé : 19 novembre 2016). 53 minuti.
- 2016: Iyad Alasttal à Olonne-sur-Mer (Carnet filmé : 20 novembre 2016 – 21 novembre 2016). 1 ora 29 minuti.
- 2016: Laurent Pontoizeau met en musique « La Croisière du Navigator » de Buster Keaton (Carnet filmé : 20 novembre 2016). 1 ora 12 minuti.
- 2016: Voix off et cinéma (Carnet filmé : 20 novembre 2016). 1 ora 18 minuti.
- 2016: Mireille Balin, une femme fatale 47 minuti.
- 2016: Gina Lollobrigida forever. 4 ore 42 minuti.
- 2016: Compression L'Homme atlantique de Marguerite Duras. 2 minuti.
- 2017: Compression The Three Age de Buster Keaton et Edward F. Cline. 3 minuti.
- 2017: Compression Our Hospiality de Buster Keaton et John G. Blystone. 3 minuti.
- 2017: Compression Sherlock Junior de Buster Keaton et John G. Blystone. 2 minuti.
- 2017: Compression The Navigator de Buster Keaton et Donald Crisp. 3 minuti.
- 2017: Compression Seven Chances de Buster Keaton. 3 minuti.
- 2017: Compression Go West de Buster Keaton. 3 minuti.
- 2017: Compression Battling Butler de Buster Keaton. 3 minuti.
- 2017: Compression The General de Buster Keaton et Clyde Bruckman. 3 minuti.
- 2017: Compression College de Buster Keaton et James W. Horne. 3 minuti.
- 2017: Compression Steamboat Bill Jr. de Buster Keaton et Charles Reisner. 3 minuti.
- 2017: Compression The Cameraman de Buster Keaton et Edward Sedgwick. 3 minuti.
- 2017: Compression Spite Marriage de Buster Keaton et Edward Sedgwick. 3 minuti.
- 2017: Compression Long Pants de Frank Capra. 3 minuti.
- 2017: Compression The Strong Man de Frank Capra. 3 minuti.
- 2017: Compression The Chaser de Harry Langdon. 3 minuti.
- 2017: Compression Three’s a Crowd de Harry Langdon. 3 minuti.
- 2017: Compression Tramp, Tramp, Tramp de Harry Edwards. 3 minuti.
- 2017: Les Douze glorieuses de Buster Keaton. 36 minutes.
- 2017: Les Oiseaux cinétiques d’Alfred Hitchcock. 1 ora 55 minuti.
- 2017: Les Oiseaux kaléidoscopiques d’Alfred Hitchcock. 1 ora 55 minuti.
- 2017: Les Autres oiseaux kaléidoscopiques d’Alfred Hitchcock. 1 ora 55 minuti.
- 2017: Les Six Dijon (Carnet filmé : 16 febbraio 2017). 1 ora 20 minuti.
- 2017: Archive Morlock Élection présidentielle 2017 Premier tour (Saint-Marcellin). 2 minuti.
- 2017: Archive Morlock Élection présidentielle 2017 Premier tour (Burzet). 2 minuti.
- 2017: Parle, qu'as-tu vu ? (Carnet filmé : 14 aprile 2017). 1 ora 31 minuti.
- 2017: Print-Temps (Carndet filmé : 24 marzo 2017 - 17 aprile 2017). 1 ora 30 minuti.
- 2017: Les Malheurs d’Orson Welles. 3 minuti.
- 2017: Compression Vingt-quatre heures de la vie d’un clown de Jean-Pierre Melville. 1 minuto.
- 2017: Compression Andriesh de Sergueï Paradjanov et Yakov Bazelyan. 3 minuti.
- 2017: Compression Too Much Johnson d’Orson Welles. 3 minuti.
- 2017: Compression Les Affaires publiques de Robert Bresson. 1 minuto.
- 2017: Lisboa (Carnet filmé : 18 giugno 2017 - 24 giugno 2017). 2 ore 1 minuto.
- 2017: Cinématon à la Cinemateca Portuguesa (Carnet filmé : 19 giugno 2017). 43 minuti.
- 2017: Les Aventures d’Eddie Turley à la Cinemateca Portuguesa de Lisbonne (Carnet filmé : 20 giugno 2017). 33 minuti.
- 2017: 24 Passions à la Cinemateca Portuguesa de Lisbonne (Carnet filmé : 21 giugno 2017). 16 minuti.
- 2017: À travers l’univers à la Cinemateca Portuguesa de Lisbonne. (Carnet filmé : 22 giugno 2017). 12 minuti.
- 2017: BB + Marilyn = Godard + Preminger à la Cinemateca Portuguesa de Lisbonne (Carnet filmé : 23 giugno 2017). 35 minuti.
- 2017: Le Départ de la 2ème étape Ambérieu-en-Bugey-Saint-Vulbas du Tour de l’Ain 2017 (Carnet filmé : 10 agosto 2017). 52 minuti.
- 2017: Le Départ de la 3ème étape Lagnieu-Oyonnax du Tour de l’Ain 2017 (Carnet filmé : 11 agosto 2017). 32 minuti.
- 2017: Leurs Yeux Ont Noirci (Carnet filmé : 17 agosto 2017). 1 ora 33 minuti.
- 2017: Aaiye Meharbaan kaléidoscopique. 5 minuti.
- 2017: Diwana Hua Badal kaléidoscopique. 6 minuti.
- 2017: Haule haule Chalo Mere Sajna kaléidoscopique. 4 minuti.
- 2017: Isharon Isharon Mein Dil Lenewale kaléidoscopique. 5 minuti.
- 2017: Jhumka Gira Re kaléidoscopique. 6 minuti.
- 2017: Parde Mein Rehne Do kaléidoscopique. 7 minuti.
- 2017: Sajna Hai Mujhe Sajna Ke Liye kaléidoscopique. 5 minuti.
- 2017: Yamma Yamma kaléidoscopique. 5 minuti.
- 2017: Compression Malaria de Jean Gourguet. 4 minuti.
- 2017: Pacôme Thiellement rencontre le public de la librairie Floury frères de Toulouse autour de son livre La Victoire des sans Roi (Carnet filmé : 22 settembre 2017). 1 ora 9 minuti.
- 2017: La Parade du Président Emmanuel Micron en marche vers les Abattoirs de Toulouse (Carnet filmé : 23 settembre 2017). 1 ora 45 minuti.
- 2017: Daniel Prévost à la cérémonie de clôture de remise des prix du FIFIGROT 2017 (Carnet filmé : 24 settembre 2017). 35 minuti.
- 2017: Daniel Prévost au FIFIGROT 2017 (Carnet filmé : 22 settembre 2017 - 24 settembre 2017). 2 ore 17 minuti.
- 2017: Le Cyclo-cross international de Dijon (Carnet filmé : 1 novembre 2017). 1 ora 5 minuti.
- 2017: Une cinémathèque et une exposition en Bourgogne (Carnet filmé : 2 novembre 2017 - 4 novembre 2017). 54 minuti.
- 2017: Semur-en-Auxois vu par Gérard Courant II (Carnet filmé : 21 giugno 2013 - 4 novembre 2017). 1 ora 21 minuti.
- 2017: Saint-Marcellin vu par Gérard Courant II (2009-2017) (Carnet filmé : 2 aprile 2009 - 13 aprile 2017). 2 ore 16 minuti.
- 2017: En ce temps-là (Carnet filmé : 2 marzo 2017 – 4 dicembre 2017). 47 minuti.
- 2018: Hitch X 4. 4 minuti.
- 2018: L’Inconnu du Cinématon. 4 minuti.
- 2018: Le Cinématon était presque parfait. 4 minuti.
- 2018: Le Cinématon qui en savait trop. 4 minuti.
- 2018: Mais qui a tué Alfred Hitchcock ? 4 minuti.
- 2018: Compression La Main du diable de Maurice Tourneur. 3 minuti.
- 2018: Compression Le Val d’enfer de Maurice Tourneur. 3 minuti.
- 2018: Compression Le Silence de la mer de Jean-Pierre Melville. 4 minuti.
- 2018: Compression 2001 : A Space Odyssey de Stanley Kubrick. 6 minuti.
- 2018: Compression Je l’ai été trois fois de Sacha Guitry. 3 minuti.
- 2018: Compression Donne-moi tes yeux de Sacha Guitry. 4 minuti.
- 2018: Compression Mon père avait raison de Sacha Guitry. 4 minuti.
- 2018: Compression Désiré de Sacha Guitry. 4 minuti.
- 2018: Compression Die Büchse der Pandora de Georg Wilhelm Pabst. 6 minuti.
- 2018: Saint et pur miracle (Carnet filmé : 30 marzo 2018). 1 ora 36 minuti.
- 2018: Bachke Rehna Re Baba kaléidoscopique. 7 minuti.
- 2018: Dum Maro Dum Mit Jaye Gham kaléidoscopique. 3 minuti.
- 2018: Do Lafzon Ki Hai Dil Kahaani kaléidoscopique. 6 minuti.
- 2018: O Meri Jaan Main Ne Kaha kaléidoscopique. 6 minuti.
- 2018: Piya Tu Ab To Aaja kaléidoscopique. 6 minuti.
- 2018: Daiya Ae Main Kahan kaléidoscopique. 6 minuti.
- 2018: Gulhabi Chehra kaléidoscopique. 6 minuti.
- 2018: Jawani Jan-E-Man kaléidoscopique. 6 minuti.
- 2018: Main To Beghar Hoon kaléidoscopique. 6 minuti.
- 2018: Oh Mister Dil, Badi Mushkil Mein Tune Aaj Dala kaléidoscopique. 5 minuti.
- 2018: Aditya kaléidoscopique. 1 ora 5 minuti.
- 2018: Vivre est une solution kaléidoscopique. 1 ora 17 minuti.
- 2018: She’s a very nice lady kaléidoscopique. 1 ora 25 minuti.
- 2018: Solar. 23 minuti.
- 2018: Fin. 4 minuti.
- 2018: Les Malheurs d’Urban Gad. 28 minuti.
- 2018: La Croix-Rousse en Technicolor (Carnet filmé : 10 agosto 2018). 2 ore 14 minuti.
- 2018: Les Couleurs de Lyon (Carnet filmé : 14 agosto 2018). 2 ore 9 minuti.
- 2018: La Ballade de Lyon (Carnet filmé : 15 agosto 2018). 1 ora 4 minuti.
- 2018: Pourtant que sa campagne est belle. 3 minuti.
- 2018: La Nuit sans visage (Carnet filmé : 4 gennaio 2018 – 3 settembre 2018). 1 ora 17 minuti.
- 2018: Compression Macbeth de Werner Schroeter. 3 minuti.
- 2018: Compression Der Bomberpilot de Werner Schroeter. 3 minuti.
- 2018: L'Invraissemblable Cinématon de Luc Moullet. 4 minuti.
- 2018: La Mauvaise Foix de Luc Moullet (Carnet filmé : 21 settembre 2018). 1 ora.
- 2018: Le Concert de Houba Rock’n’Drums au port Viguerie de Toulouse (Carnet filmé : 22 settembre 2018). 1 ora 2 minuti.
- 2018: Crois-tu au coup de foudre ou bien faut-il que je repasse ? (Journal du FIFIGROT 2018) (Carnet filmé : 21 settembre 2018 – 23 settembre 2018). 1 ora 39 minuti.
- 2018: La Cérémonie de remise des prix du FIFIGROT 2018 (Carnet filmé : 23 settembre 2018). 32 minuti.
- 2018: Les Funérailles de Maud Sinet aux cimetières du Père-Lachaise et de Montmartre à Paris (Carnet filmé : 26 novembre 2018). 1 ora 24 minuti.
- 2018: Des Châteaux de sable en Olonne (Carnet filmé : 28 novembre 2018 - 29 novembre 2018). 33 minuti.
- 2018: Violaine Le Fur et Éric Caravaca aux Sables d’Olonne (Carnet filmé : 28 novembre 2018). 48 minuti.
- 2018: Agnès Varda aux Sables d’Olonne (Carnet filmé : 29 novembre 2018). 56 minuti.
- 2018: Arnaud, Alice et Rodolphe (Carnet filmé : 30 novembre 2018). 57 minuti.
- 2018: Le Lieu du mélodrame de Joseph Morder à Olonne-sur-Mer (Carnet filmé : 2 dicembre 2018). 43 minuti.
- 2018: Compression On a trouvé une femme nue de Léo Joannon. 3 minuti.
- 2018: Compression Fromont jeune et Risler aîné de Léon Mathot. 4 minuti.
- 2018: Compression La Région centrale de Michael Snow. 8 minuti’.
- 2018: Compression Le Bel indifférent de Jacques Demy. 2 minuti.
- 2018: Compression David Golder de Julien Duvivier. 3 minuti.
- 2018: Compression Malina de Werner Schroeter. 6 minuti’.
- 2018: Compression Outre Tombe de Alexandre Mathis. 17 minuti.
- 2018: Compression Back and Forth de Michael Snow. 2 minuti.
- 2018: Compression Wavelength de Michael Snow.  2 minuti.
- 2018: Compression Gare centrale de Youssef Chahine. 3 minuti.
- 2018: Compression Alexandrie Pourquoi ? de Youssef Chahine. 5 minuti.
- 2018: Dijon la preuve par cinq (Carnet filmé : 25 dicembre 2018). 1 ora 2 minuti.
- 2018: Voyage en Rebsaménie (Carnet filmé : 26 dicembre 2018). 1 ora 6 minuti.
- 2019: Les Trois cités (carnet filmé : 1º gennaio 2019). 1 ora 4 minuti.
- 2019: Les Quatre cités (Carnet filmé : 3 gennaio 2019). 1 ora 16 minuti.
- 2019: Compression Menaces de Edmond T. Gréville. 4 minuti.
- 2019: Compression Traité de bave et d’éternité de Isidore Isou. 4 minuti.
- 2019: Compression Entr'acte de René Clair. 2 minuti.
- 2019: Compression Hôtel Monterey de Chantal Akerman. 3 minuti.
- 2019: Compression Jeanne Dielman, 23, quai du commerce, 1080 Bruxelles de Chantal Akerman. 8 minuti.
- 2019: Compression L’Âge d’or de Luis Buñuel. 3 minuti.
- 2019: Compression L’Argent de Marcel L’Herbier. 7 minuti.
- 2019: Compression Le Sang d’un poète de Jean Cocteau. 2 minuti.
- 2019: Compression Passe ton bac d’abord de Maurice Pialat. 4 minuti.
- 2019: Compression Phantom de Friedrich Wilhelm Murnau. 5 minuti.
- 2019: Compression Laurel et Hardy électriciens. 2 minuti.
- 2019: Compression Moi, un Noir de Jean Rouch. 3 minuti.
- 2019: Compression Rentrée des classes de Jacques Rozier. 2 minuti.
- 2019: Compression Un revenant de Christian-Jaque. 5 minuti.
- 2019: Compression La petite marchande d’allumettes de Jean Renoir. 2 minuti.
- 2019: Le Jour où la Terre s’éveilla. 12 ore.
- 2019: Compression Haut-le-Vent de Jacques de Baroncelli. 3 minuti.
- 2019: La Femme qui pleure dans les nuages. 1 ora 5 minuti.
- 2019: Compression Au bord de la mer bleue de Boris Barnet. 3 minuti.
- 2019: Tu me reconnais donc ! (Carnet filmé : 19 aprile 2019) 1 ora 15 minuti.
- 2019: Decollatio (Carnet filmé : 19 aprile 2019). 1 ora 5 minuti.
- 2019: Maintenant (Carnet filmé : 20 dicembre 2018 – 20 aprile 2019) 1 ora.
- 2019: Priay à Pâques (Carnet filmé : 21 aprile 2019). 42 minuti.
- 2019: Au dessous des nuages (Carnet filmé : 23 aprile 2019). 42 minuti.
- 2019: François Truffaut et les films de sa vie (Carnet filmé : 27 maggio 2019). 1 ora 12 minuti.
- 2019: « Lac Noir » au château de Maulnes (Carnet filmé : 1 giugno 2019). 1 ora 27 minuti.
- 2019: Tempête sur Vézelay (Carnet filmé : 7 giugno 2019). 33 minuti.
- 2019: Compression Pather Panchali de Satyajit Ray. 5 minuti.
- 2019: Compression Voyage à Tokyo de Yasujirō Ozu. 5 minuti.
- 2019: Compression Jeunes filles de Paris de Claude Vermorel. 3 minuti.
- 2019: Compression Young Mr Lincoln de John Ford. 4 minuti.
- 2019: La Pluie et les songes. 20 minutes.
- 2019: C’est Lyon (Carnet filmé : 14 agosto 2019). 1 ora 4 minuti
- 2019: Le Rendez-vous de Lyon (Carnet filmé : 14 agosto 2019). 1 ora 9 minuti.
- 2019: Le Théâtre antique de Lyon (Carnet filmé : 21 agosto 2019). 23 minuti.
- 2019: Une heure à Lyon (Carnet filmé : 21 agosto 2019). 1 ora 8 minuti.
- 2019: L’Hôtel-Dieu de Lyon (Carnet filmé : 21 agosto 2019). 21 minuti.
- 2019: Ici Lyon (Carnet filmé : 23 agosto 2019). 1 ora 15 minuti.
- 2019: La Traversée de Lyon (Carnet filmé : 23 agosto 2019). 1 ora 13 minuti.
- 2019: Jean Dujardin au FIFIGROT 2019. 47 minuti.
- 2019: Welcome to the Magical Mystery Tour. 1 ora 21 minuti.
- 2019: Peut-on bourrer les urnes comme on bourre le mou ? par Alain Guyard. 50 minuti.
- 2019: La Lumière du fou (Journal du FIFIGROT 2019).  2 ore 12 minuti.
- 2019: L’Inauguration du rond-point Christophe Salengro à Fenouillet. 50 minuti.
- 2019: La Cérémonie de clôture du FIFIGROT 2019. 40 minuti.
- 2019: Sur la route d’Alexandrie. 22 minuti.
- 2019: La Soirée d’ouverture du 35ème Festival du d’Alexandrie. 27 minuti.
- 2019: La Traversée d’Alexandrie. 1 ora 13 minuti.
- 2019: Salah Sermini à Alexandrie. 1 ora 1 minuto.
- 2019: Alexándreia. 19 minuti.
- 2019: « La Voie du ciel » de Joud Said à Alexandrie. 58 minuti.
- 2019: Alexandrie, Alexandrie. 27 minuti.
- 2019: Un workshop avec Salah Sermini à Alexandrie. 1 ora 28 minuti.
- 2019: La Cérémonie de remise des prix du 35ème Festival d’Alexandrie. 1 ora 50 minuti.
- 2019: Sur la route du Caire. 1 ora 13 minuti.
- 2019: Le Cyclo-cross international de Dijon 2019. 1 ora 11 minuti.
- 2020: Compression Joan the Woman de Cecil B. DeMille. 6 minuti.
- 2020: Compression Foolish Wives de Erich Von Stroheim. 6 minuti.
- 2020: À quoi rêvent les montagnes ? 1 ora 5 minuti.
- 2020: Compression Der Golem. 4 minuti.
- 2020: Compression Le Voyage dans la lune de Georges Méliès. 1 minuto.
- 2020: Compression The Rounders de Charlie Chaplin. 1 minuto.
- 2020: Compression Le Voyage vers Jupiter. 1 minuto.
- 2020: Compression Les Aventures du Prince Ahmed de Lotte Reineger. 3 minuti.
- 2020: Compression Le Songe d’un garçon de café d’Émile Cohl. 1 minuto.
- 2020: Compression L’Automne du cœur de Léonce Perret. 1 minuto.
- 2020: Compression Fièvre de Louis Delluc. 2 minuti.
- 2020: Compression Le Mystère des roches de Kador de Léonce Perret. 2 minuti.
- 2020: Compression Close-up de Abbas Kiarostami. 4 minuti.
- 2020: Compression Souvenirs de la maison jaune de Joao César Monteiro. 5 minuti.
- 2020: Les Ombres mystérieuses des fantômes disparus. 1 ora 5 minuti.
- 2020: Boris Lehman à Toulouse (Carnet filmé : 29 gennaio 2020). 13 minuti.
- 2020: La Vengeance du Temps (Carnet filmé : 10 aprile 2020). 1 ora 15 minuti.
- 2020: Compression Das Cabinet des Dr. Caligari de Robert Wiene. 3 minuti.
- 2020: Compression A Dog’s life de Charlie Chaplin. 2 minuti.
- 2020: Compression The Adventurer de Charlie Chaplin. 1 minuto.
- 2020: Compression Vive la vie de garçon de Max Linder. 1 minuto.
- 2020: Compression Max fait de la photo de Max Linder. 1 minuto.
- 2020: Compression Barbe-Bleue de Georges Méliès. 1 minuto.
- 2020: Compression Drat That Boy de Robert W. Paul. 1 minuto.
- 2020: Compression Espagne d’Alice Guy. 1 minuto.
- 2020: Compression Faust et Méphistophélès d’Alice Guy. 1 minuto.
- 2020: Compression L’Émeute d’Alice Guy. 1 minuto.
- 2020: Compression La Glu d’Alice Guy. 1 minuto.
- 2020: Compression Ambiancé – The short Trailer d’Anders Weberg. 18 minuti.
- 2020: Ignis. 1 ora 5 minuti.
- 2020: Compression La Traversée de Lyon. 3 minuti.
- 2020: Compression Les Deux Lyon. 3 minuti.
- 2020: Compression Seulement Lyon. 3 minuti.
- 2020: Compression Le Cœur de Lyon. 3 minuti.
- 2020: Compression C’est Lyon. 3 minuti.
- 2020: Compression Ici Lyon. 3 minuti.
- 2020: Compression Une heure à Lyon. 3 minuti.
- 2020: Compression La Ballade de Lyon. 3 minuti.
- 2020: Compression Le Rendez-vous de Lyon. 3 minuti.
- 2020: Compression La Vénus de l’or. 3 minuti.
- 2020: Priay en juin (Carnet filmé : 24 luglio 2020). 1 ora 14 minuti.
- 2020: Ici, Paris (Carnet filmé : 11 giugno 2020). 31 minuti.
- 2020: Paris-sous-Bois (Carnet filmé : 12 giugno 2020). 36 minuti.
- 2020: C’est Paris (Carnet filmé : 13 giugno 2020). 39 minuti.
- 2020: Les Cinématons et autres portraits filmés chez Anne Teyssèdre (Carnet filmé : 14 giugno 2020). 31 minuti.
- 2020: Le Soleil de Paris (Carnet filmé : 18 giugno 2020). 31 minuti.
- 2020: Priay du bas en haut (Carnet filmé : 15 agosto 2020). 33 minuti.
- 2020: La Marche de Lyon (Carnet filmé : 17 agosto 2020). 1 ora 29 minuti.
- 2020: Priay en août (Carnet filmé : 18 agosto 2020). 30 minuti.
- 2020: Dérapages. 3 minuti.
- 2020: L’Esclave du Temps (Carnet filmé : 2 janvier 2020 – 20 octobre 2020). 1 ora 14 minuti.
- 2020: Vacances dijonnaises (Carnet filmé : 29 dicembre 2020). 52 minuti.
- 2020: La Valse de Dijon (Carnet filmé : 30 dicembre 2020). 1 ora 21 minuti.
- 2020: MCMLXIX – MMXX Les Carnets filmés d'une vie. 30 minuti.
- 2021: Compression Aquila nera de Riccardo Freda. 4 minuti.
- 2021: Compression Empire (after Andy Warhol) de Eric Doeringer. 20 minuti.
- 2021: À cheval sur le 21 (Carnet filmé : 22 dicembre 2020 - 17 gennaio 2021). 1 ora 13 minuti.
- 2021: Du côté de la Côte d'Or (Carnet filmé : 6 febbraio 2021 - 11 febbraio 2021). 1 ora 35 minuti.
- 2021: Compression Sleep d'Andy Warhol. 13 minuti.
- 2021: Nuit sans réveil (Carnet filmé : 2 aprile 2021). 1 ora 23 minuti.
- 2021: Zindagi Ittefaq Hai kaléidoscopique. 4 minuti.
- 2021: Ho O, Suno To Jani, Ho O Meri Kahani kaléidoscopique. 4 minuti.
- 2021: Uljhan Suljhe Na Rasta Sujhe Na kaléidoscopique. 5 minuti.
- 2021: Bhali Bhali Si Ek Surat kaléidoscopique. 4 minuti.
- 2021: Ang Lag Jaa Balma kaléidoscopique. 5 minuti.
- 2021: Chehre Pe Kushi Chhaa Jaati Hai kaléidoscopique. 4 minuti.
- 2021: Aage Bhi Jaane Na Tu kaléidoscopique. 6 minuti.
- 2021: Kaise Murli Bajaye Ghanshyam kaléidoscopique. 6 minuti.
- 2021: Tu Tu Hai Wahi, Dil Ne Jise Apna Kaha kaléidoscopique. 7 minuti.
- 2021: Jeene Do Aur Jeeo kaléidoscopique. 4 minuti.
- 2021: Log Aurat Ko kaléidoscopique. 5 minuti.
- 2021: Ghunghroo Toot Gaye kaléidoscopique. 7 minuti.
- 2021: Pyar Hai Pyar kaléidoscopique. 5 minuti.
- 2021: Itni Jaldi Na Karo kaléidoscopique. 5 minuti.
- 2021: Jaane Jaan Dhoondta Phir Raha kaléidoscopique. 6 minuti.
- 2021: Les Rêves cinétiques d'un montreur d'ombres. 2 ore 08 minuti.
- 2021: Jusqu'au bout de Dijon (Carnet filmé : 7 maggio 2021). 37 minuti.
- 2021: La dolce città (Carnet filmé : 8 maggio 2021). 39 minuti.
- 2021: Je suis essentiel (Carnet filmé : 9 maggio 2021). 45 minuti.
- 2021: Le Château des Allymes (Carnet filmé : 6 agosto 2021). 39 minuti.
- 2021: À la lyonnaise (Carnet filmé : 8 agosto 2021). 1 ora 25 minuti.
- 2021: Le Tourbillon de Lyon (Carnet filmé : 8 agosto 2021). 1 ora 25 minuti
- 2021: Ergasterium Atomicum. 28 minuti.
- 2021: Castellum Mediaevale. 10 minuti.
- 2021: Lacus. 31 minuti.
- 2021: Flumen. 4 minuti.
- 2021: Pons. 31 minuti.
- 2021: Imagine in oglinda. 4 minuti.
- 2021: Ventus. 31 minuti.
- 2021: Pluvia. 31 minuti.
- 2021: Villagium. 1 ora 24 minuti.
- 2021: Marcignacum (Carnet filmé : 3 novembre 2021). 31 minuti.
- 2021: Solitudes en ruine (Carnet filmé : 7 novembre 2021). 32 minuti.
- 2021: Complot de complaisance (Carnet filmé : 31 ottobre 2021 - 7 novembre 2021). 1 ora 18 minuti.
- 2021: La Remise du grand Prix Morlock 2021 à Philippe Truffault. 10 minuti.
- 2021: Les Malheurs d'Émile Cohl. 11 minuti.
- 2021: Soleil mouillé (Carnet filmé : 23 dicembre 2021) 28 minuti.
- 2021: La Marche de Dijon (Carnet filmé : 30 dicembre 2021). 1 ora 26 minuti.
- 2021: Unique (Carnet filmé : 23 ottobre 2021 - 31 dicembre 2021). 1 ora 43 minuti.
- 2022: Les Malheurs de Luis Buñuel. 7 minuti.
- 2022: Les Malheurs de Sergueï Paradjanov. 3 minuti.
- 2022: Le Chemin de Burzet. 2 minuti.
- 2022: Les Malheurs de Georges Méliès. 3 minuti.
- 2022: Faites-moi plutôt ici mourir (Carnet filmé : 15 aprile 2022). 1 ora 8 minuti.
- 2022: Le Défilé du 1er mai 2022 à Paris. 37 minuti.
- 2022: Compression Le Triporteur de Jack Pinoteau. 4 minuti.
- 2022: Compression La Fin des Pyrénées de Jean-Pierre Lajournade. 3 minuti.
- 2022: Compression Les Parapluies de Cherbourg de Jacques Demy. 4 minuti.
- 2022: Compression Les Demoiselles de Rochefort de Jacques Demy. 5 minuti.
- 2022: Compression Un chien andalou de Luis Buñuel. 1 minuto.
- 2022: Compression Il bandito de Alberto Lattuada. 4 minuti.
- 2022: Compression Anna de Alberto Lattuada. 4 minuti.
- 2022: Compression Cristaux de Teo Hernandez. 3 minuti.
- 2022: Garance fait son show (23 maggio 2022). 50 minuti.
- 2022: Soirée estivale en Bugey (Carnet filmé : 5 agosto 2022). 12 minuti.
- 2022: Lyon 2022 (Carnet filmé : 7 agosto 2022). 1 ora 18 minuti
- 2022: Le Départ de la 2ème étape Saint-Vulbas - Lagnieu du Tour de l'Ain 2022 (Carnet filmé : 10 agosto 2022). 59 minuti.
- 2022: À dire vrai (Carnet filmé : 13 agosto 2022). 27 minuti.
- 2022: De Philippe Dumas à Boris Moissard (Carnet filmé : 22 agosto 2022). 28 minuti.
- 2022: Le Paradis normand de Philippe Dumas (Carnet filmé : 23 agosto 2022). 1 ora 5 minuti.
- 2022: Les Choses vues de Philippe Dumas (Carnet filmé : 24 agosto 2022). 57 minuti.
- 2022: Le Repaire normand de Boris Moissard (Carnet filmé : 25 agosto 2022). 31 minuti.
- 2022: Philippe Dumas persiste et signe (Carnet filmé : 26 agosto 2022). 22 minuti.
- 2022: Boris Moissard se met à table (Carnet filmé : 25 agosto 2022). 1 ora 13 minuti.
- 2022: FIFIGROT et pataphysique (Carnet filmé : 21 et 22 settembre 2022). 1 ora 17 minuti.
- 2022: De Groland au FIFIGROT (Carnet filmé : 23 au 25 settembre 2022). 1 ora 26 minuti.
- 2022: Entr'acte, le retour... 100 ans après (Carnet filmé : 24 settembre 2022). 1 ora 10 minuti.
- 2022: Entr'acte, le retour... 100 ans après (version phanérothyme) (Carnet filmé : 24 settembre 2022). 1 ora 10 minuti.
- 2022: La Cérémonie de remise des prix du FIFIGROT 2022 (Carnet filmé : 25 settembre 2022). 47 minuti.
- 2022: Compression The Incredible Shrinking Man de Jack Arnold. 4 minuti.
- 2022: Compression À la lyonnaise. 4 minuti.
- 2022: Compression Lyon 2022. 3 minuti.
- 2022: Les Funérailles d'Yvette Courant (25 ottobre 2022). 36 minuti.
- 2022: Le Cyclo-cross international de Dijon (1º novembre 2022). 56 minuti.
- 2022: Collégiales bourguignonnes (29 ottobre 2022 - 2 novembre 2022). 55 minui.
- 2022: Dijon, toujours (28 dicembre 2022). 1 ora 22 minuti.
- 2023: Les Malheurs de Marc Allégret. 5 minuti.
- 2023: Les Malheurs de Yvan Noé. 5 minuti.
- 2023: Dis-nous ce que tu sais (7 aprile 2023). 58 minuti.
- 2023: Lyon en 96 minutes (5 agosto 2023). 1 hora 36 minuti.
- 2023: Idanus (7 agosto 2023). 1 ora 17 minuti.
- 2023: Des eaux petites et grandes 19 dicembre 2022 - 8 agosto 2023. 1 ora 37 minuti.
- 2023: Les Malheurs de Paul Cadéac. 1 minuta.
- 2023: Compression, 290 film.

## Filmografia da attore

### Ruoli nei propri film
- 1977: Urgent ou à quoi bon exécuter des projets puisque le projet est en lui-même une jouissance suffisante
- 1977: Cinématon n°0
- 1977: Aurore collective
- 1978: Le Contrebandier des profondeurs
- 1979: Hérésie pour Magritte IV
- 1979: Un sanglant symbole
- 1979: Jardins clandestins
- 1981: C'est Salonique
- 1981: La Neige tremblait sur les arbres
- 1981: Sponfull
- 1982: Montagnes endormies
- 1983: Printemps météore
- 1983: Le Monde impatient
- 1983: Genova Genova
- 1984: La Marche du temps
- 1985: Nuits transparentes
- 1985: À propos de la Grèce
- 1985: Portrait de groupe
- 1986: Les Jours et les nuits
- 1987: Le Passeur immobile
- 1987: Les Aventures d'Eddie Turley
- 1987: Cinématon n°1000
- 1988: Cinématon n°1001
- 1988: L'Artifice et le factice
- 1991: Le Nouvel hiver
- 1992: La Terre des vivants
- 1993: Vie
- 1994: le Passager solitaire
- 1995: Itinéraires héréditaires
- 1995: Le Passé retrouvé
- 1995: Le Ciel écarlate
- 1996: Olivier Dazat ou l'amour du vélo
- 1996: Janine Anquetil la dame blonde
- 1996: Chambéry-Les Arcs, une vélographie de Gérard Courant
- 1997: Amours décolorées
- 1998: Le Nouveau désert
- 1999: Le Journal de Joseph M.
- 1999: Derrière la nuit
- 2000: Tout est brisé
- 2000: Cinématon n°2000
- 2001: 2000 Cinématons
- 2001: Florence Loiret-Caille, Cinématon n°2013
- 2001: Lucia Sanchez, Cinématon n°2014
- 2002: Périssable paradis
- 2002: Périssable paradis II (Notes pour un monde nouveau)
- 2002: Zones césariennes
- 2003: Car seuls les nouveaux dieux ont mordu la pomme de l'amour
- 2003: 24 Passions
- 2004: Délices lointains
- 2004: Causerie d'un Martien en exil à Lyon
- 2007: Jean-François Gallotte fait son cirque sur Zaléa TV
- 2007: Alicudi 1 Bella
- 2007: Alicudi 3 Lontana
- 2007: Rituels
- 2008: Alicudi
- 2008: Un soir à Gennevilliers

### Ruoli sotto la direzione di altri registi
- 1978: L'Été madrilène di Joseph Morder
- 1978: Le Chien amoureux di Joseph Morder
- 1979: Diary 1979 di Howard Guttenplan
- 1979: Le Casanova de Chahine di Gabriel Chahine e Didier Couédic (film incompiuto)
- 1979: La Femme en vert di Joseph Morder
- 1980: Mon tricot (Thanx to Wilma Schoen) di Jakobois
- 1980: 30 films brefs di Teo Hernandez
- 1980: Sexaphone di Stéphane Monclaire
- 1980: Certains tombent en amour di Joseph Morder
- 1980: Le Lapin rose di Joseph Morder
- 1980: Super Eighties di François Vielfaure
- 1981: Les Hasards de la rencontre di Pouchoux
- 1981: Le Son de la pluie di Sabine Ullman
- 1981: Le Lapin à deux têtes di Joseph Morder
- 1981: Au petit suisse di Joseph Morder
- 1981: Confessions d'un cinéaste di Vincent Tolédano
- 1981: New Work di Marcel Hanoun (film incompiuto)
- 1982: Litan : la cité des spectres verts di Jean-Pierre Mocky
- 1983: En voie d'exécution di Valérie Uttscheid
- 1984: L'Affaire des divisions Morituri di F.J. Ossang
- 1984: Un film (auto-portrait) di Marcel Hanoun
- 1984: Portraits/Miroirs di María Klonári e Katerína Thomadáki
- 1985: Hôtel du paradis di Jana Bokova
- 1985: Supereight di Jo Comino
- 1985: Drôle de festival di Jean-Pierre Mocky
- 1985: Portraits di Roger Clown
- 1986: L'Homme qui danse di Joseph Morder (film incompiuto)
- 1986: Joe from Maine di Dominique Laudijois e Pierre Laudijois
- 1986: L'Année américaine di Dominique Laudijois e Pierre Laudijois
- 1987: 4 aventures de Reinette et Mirabelle di Éric Rohmer
- 1987: L'Éclair bleu di Dominique Laudijois e Pierre Laudijois
- 1988: Otage di Marcel Hanoun
- 1992: Parpaillon di Luc Moullet
- 1992: Jean-Luc Godard eti le Saint Graal di Stefan Sarazin, Bernd Reufels e Alaric Hamacher
- 1993: Petit traité de chevalerie Morlock en vélocipède di Gérard Courant. Premio Morlock per l'interpretazione al festival del cinema indipendente di Châteauroux 1993
- 1997: Omelette di Rémi Lange
- 1997: Portrait du cinéaste par un autre que lui-même di Denys Desjardins
- 1998: La Gare de... di Joseph Morder
- 1998: Le R.M.I., c'est la vie avec un point d'exclamation à la fin di Pierre Merejkowsky
- 1998: Les parents n'aiment pas leurs enfants di Pierre Merejkowsky
- 2000: Primitifs di Vanessa Filho
- 2000: Ô Dé ! di Éric Borg
- 2000: Ils sont venus, ils sont là, Élisabeth et Simon saison 1 di Pierre Laudijois
- 2002: Claude Jutra Portrait sur film di Paule Baillargeon
- 2003: Attention danger travail di Pierre Carles
- 2003: Lucy en miroir di Raphaël Bassan (voce fuori campo)
- 2003: Les Deux Lucy di Frédérique Devaux e Michel Amarger
- 2003: Promenades champêtres di Dominik Lange
- 2004: Le Calvaire du borgne di Marie Colin
- 2005: Tentatives de se décrire di Boris Lehman
- 2006: Sonnets di Maurico Hernandez
- 2008: Pierre di Paul Lebourg
- 2009: Nos vies extimes di Tom Hanson
- 2010: Ocaña la memoria del sol di Juan J. Moreno
- 2011: 1 minute pour Marcel Hanoun di François Grivelet e Kentaro Sudoh
- 2011: Super 8... mon amour ! di Rémy Batteault
- 2016: Marée haute, marée basse di Jean-Pierre Sené
- 2017: Marcel Hanoun caminando di Paola Melis
- 2017: Diary 1988/2018 di Jackie Raynal
- 2017: Lady Usher's Diary di Alexandre Mathis

## Premi
- 1977: Premio speciale della giuria, Festival des Jeunes Auteurs, Belfort, per Urgent ou à quoi bon exécuter des projets puisque le projet est en lui-même une jouissance suffisante.
- 1978: Premio Morlock, Festival Cinémarge, La Rochelle, per Rasage e Cinématon.
- 1978: Premio Morlock, Festival di Namur, per L'Âge doré.
- 1980: Premio, Festival Cinéma en marge, Parigi, per Aditya.
- 1981: Premio speciale, Festival du super 8, Salonicco, per Cœur bleu.
- 1984: Borsa di studio, assegnata dal Goethe Institut, Berlino Ovest.
- 1985: Borsa Artista Invitato Internazionale, assegnata dal Conseil des Arts du Canada, Montréal.
- 1991: Omaggio a Gérard Courant por la riqueza de sus investigaciones en busca de une nueva cinematografica, 1ª Settimana del Cinema Sperimentale, Madrid (Spagna).
- 1993: Premio Morlock per l'interpretazione, settimo Festival del Cinema Indipendente, Châteauroux, per Petit traité de chevalerie Morlock en vélocipède.
- 1993: Premio Verdaguer, assegnato dall'Académie française, per Lire e Cinématon.
- 1994: Premio Villa Medici hors les murs, Mosca.
- 1996: Premio speciale per l'insieme delle sue opere, decimo Festival del Cinema Indipendente, Châteauroux.
- 2005: Premio speciale della giuria per l'insieme delle sue opere, 1º Festival di Baghdad.
- 2011: Prix spécial, Gulf Film Festival, Dubai.

## Film sull'opera cinematografica di Gérard Courant
- 1985: Gérard Courant filme Cinématon di Teo Hernandez.
- 1985: Wie Lange hält die Maske ? di Florian Hopf.
- 1985: Gérard Courant à La Motte-Piquet di Nicolas Plateau.
- 1985: Supereight di Jo Comino.
- 1986: Cinématé di Dominique Laudijois.
- 1986: L'école des beaux-arts de Bourges filme Gérard Courant di Gilles Martinez.
- 1986: Nous aussi, Gérard Courant, nous avons fait un Cinématon di Pierre de Castillon e Sylvie Reymond-Lépine.
- 1988: Deux ex cinémachina filme Gérard Courant di Deux ex cinemachina.
- 1988: Courant Ultra-Violet di Jean-Marc Raynal.
- 1997: Cinématon di Gérard Martin.
- 2002: Cinématon di Jean-Claude Mocik.
- 2004: Le Calvaire du borgne di Marie Collin.
- 2005: Tentative de se décrire di Boris Lehman.
- 2005: Gérard Courant tourne le Cinématon de Salim Kechiouche di Rémi Lange.
- 2006: Spécial Cinématon di Jérôme Oliveira.
- 2008: Gérard Courant ou l'art du Cinématon di Pierrick Moulins.
- 2009: Impressions di Johanna Vaude.
- 2009: Les Entretiens de CinéDV di Aurelio Savini.
- 2011: Portrait di Gérard Courant di Jean-Noël Mirande
- 2012: Gérard Courant di Arnau Vilaro e Ramiro Ledo.
- 2014: Metacinématon - Gérard Courant di Roberta Gialotti.
- 2015: Pour liquider l'histoire d'Ève di Tanguy Marzin.
- 2018: Salvalmas di Luisa Salazar.
- 2019: Vous connaissez le Cinématon d'Alfred Hitchcock ? di Philippe Truffault
- 2019: C'est quoi le Cinématon ? di Nasreddine Djemaa
- 2019: Gérard Courant, cinéaste descendant des Frères Lumière di Nasreddine Djemaa
- 2020: Le Coup de coeur de Miss Ming : Gérard Courant di Candy Ming

## Lavori di Gérard Courant
- 1982: Werner Schroeter, Cinémathèque française e Goethe-Institut. Presentazione di Werner Schroeter.
- 1983: Philippe Garrel (interview), Studio 43. Prefazione di Dominique Païni.
- 1989: Cinématon, Henri Veyrier. Prefazione di Dominique Noguez.
- 2003: Le Jardin des origines (poesia), Aumage. Prefazione di Louis Calaferte.
- 2006: Baisers décolorés (poesia), Le Ver luisant.